# Batalla de Bélgica
La Batalla de Bélgica, también llamada Campaña de Bélgica o Campaña de los 18 días, que formó parte de los combates de la Batalla de Francia, fue una campaña ofensiva lanzada por la Alemania nazi durante la Segunda Guerra Mundial. Se desarrolló durante 18 días, del 10 al 28 de mayo de 1940, cuando finalizó con la ocupación de Bélgica tras la rendición de su ejército. El 10 de mayo de 1940, Alemania invadió Luxemburgo, Países Bajos y Bélgica como parte del plan operacional Fall Gelb («Plan Amarillo»).
Los ejércitos aliados intentaron detener el avance alemán en Bélgica, al considerarlo el principal objetivo alemán. Luego de que los franceses enviaran gran parte de los ejércitos aliados a Bélgica entre el 10 y el 12 de mayo, los alemanes iniciaron la segunda fase de su operación, un avance a través de las Ardenas y posteriormente al canal de la Mancha. El Heer alemán llegó al canal cinco días después, envolviendo a los aliados. El avance alemán obligó a los aliados a retirarse de vuelta al mar. En consecuencia, el ejército belga se rindió el 28 de mayo.
Durante la Batalla de Bélgica, en la batalla de Hannut, se emplearon por vez primera los tanques en la guerra. Aunque inicialmente fue la mayor batalla con tanques en la historia, poco después fue superada por las batallas de la campaña en África del Norte y del Frente Oriental. También se llevó a cabo la batalla del fuerte Eben-Emael, la primera operación aérea estratégica que involucró paracaidistas.
La historia oficial alemana expresó que, en los 18 días de combate, el ejército belga fue un duro oponente y habló de la «extraordinaria valentía» de sus soldados. El colapso belga obligó a los aliados a retirarse de la Europa continental. La Marina Real británica evacuó los puertos belgas durante la Operación Dinamo, permitiendo que la Fuerza Expedicionaria Británica, junto con soldados belgas y franceses, escapara y continuara con las operaciones militares. Poco después, en junio, Francia se rindió ante Alemania. Bélgica permaneció bajo control alemán hasta el otoño de 1944, cuando fue liberada por los Aliados Occidentales.

## Antecedentes

### Tensas alianzas de Bélgica

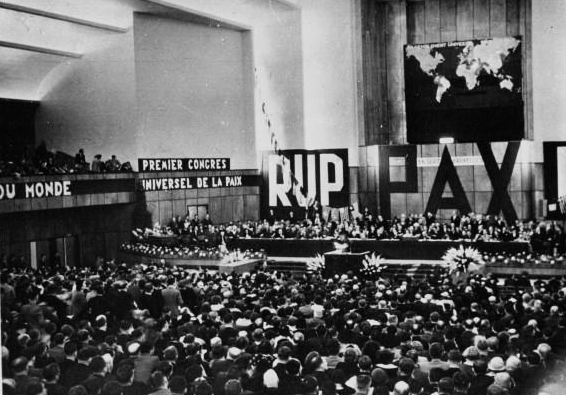
Mitin pacifista en Heysel, cerca de Bruselas, en 1936.

La estrategia belga para la defensa contra una agresión alemana se enfrentó con problemas tanto políticos como militares. En términos de la estrategia militar, los belgas estaban poco dispuestos a apostarlo todo por una defensa de la frontera belga-alemana, en una extensión de la línea Maginot. Tal movimiento habría hecho a los belgas vulnerables ante un ataque desde los Países Bajos. Además, esa estrategia dependía de la capacidad francesa de movilizar tropas a Bélgica.
Sin embargo, en términos políticos, los belgas desconfiaban de Francia. En octubre de 1930 y, nuevamente, en enero de 1933, el general Philippe Pétain sugirió que su país atacara la región del Ruhr de Alemania pasando por medio de Bélgica. En cualquier caso, los belgas temían ser arrastrados a la guerra y trataron de evitar esa eventualidad. También creían que serían obligados a entrar en guerra como resultado del pacto franco-soviético firmado en mayo de 1935. El acuerdo franco-belga estipulaba que Bélgica debía movilizarse si los alemanas hacían lo propio, pero no estaba claro si también debían hacerlo en caso de que Alemania invadiera Polonia.
Bélgica prefería una alianza con el Reino Unido. Los británicos entraron en la Primera Guerra Mundial en respuesta a la violación, por parte del Imperio alemán, de la neutralidad belga. Los puertos de Bélgica habían ofrecido a la Marina Imperial alemana valiosas bases, por lo que un ataque similar habría ofrecido a la Kriegsmarine y a la Luftwaffe importantes bases para iniciar las operaciones ofensivas contra el Reino Unido en el conflicto venidero. Pero el gobierno británico dio poca atención a las preocupaciones de los belgas. La falta de este compromiso llevó a Bélgica a retirarse de la Alianza Occidental, el día anterior a la crisis de Renania. La poca oposición a la remilitarización acabó de convencer a los belgas de que Francia y Reino Unido estaban poco dispuestos a pelear por sus intereses estratégicos, dejándolos solos. Entonces, el Estado Mayor Militar belga determinó pelear por sus propios intereses, en solitario si era necesario.

### Bélgica en el plan aliado

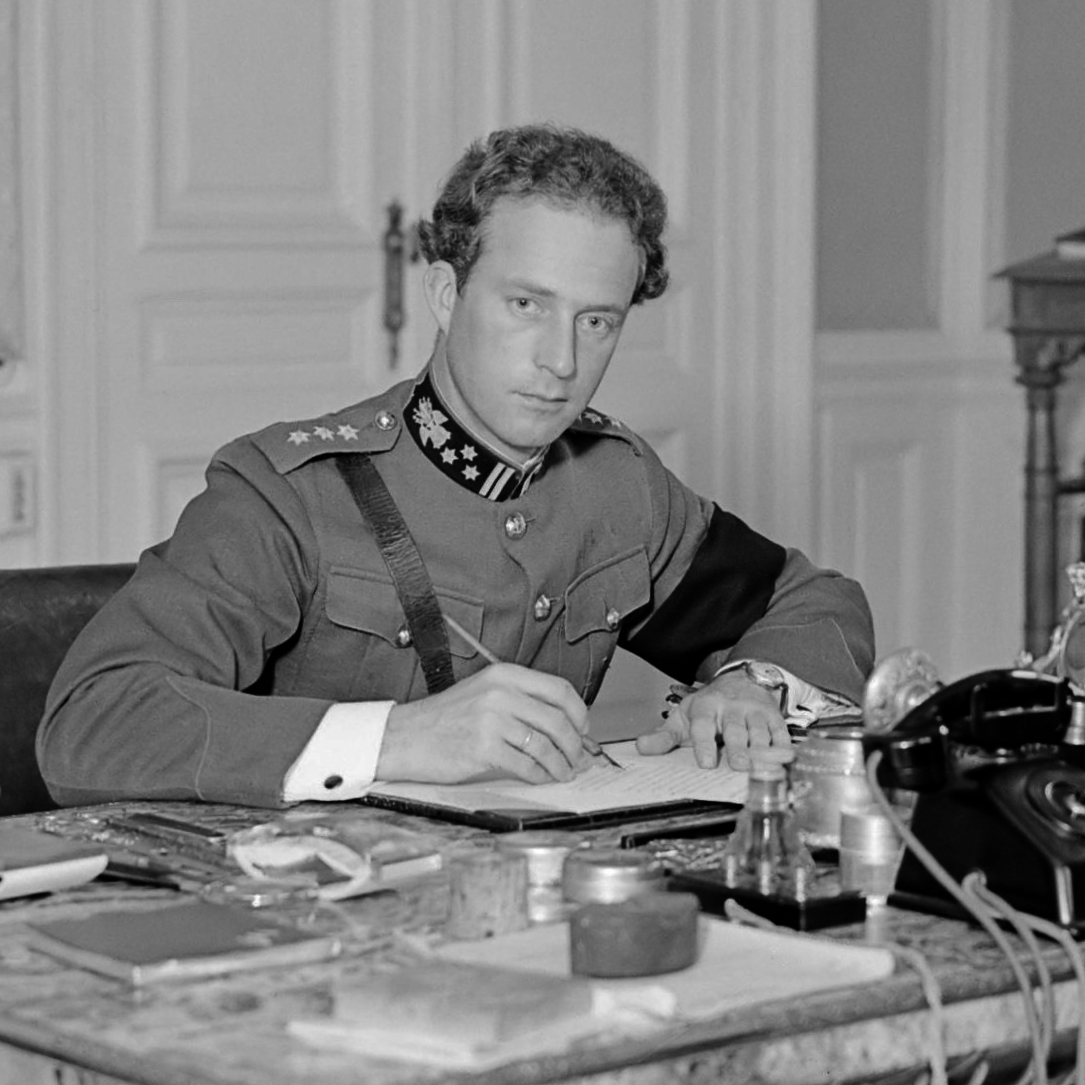
El jefe de Estado belga, Leopoldo III, era partidario de una política de neutralidad.

La declaración abierta de neutralidad que el rey Leopoldo III proclamó en octubre de 1936 enfureció a los franceses. Con esto, el ejército francés ya no podía esperar una cercana cooperación con los belgas en la defensa de las fronteras orientales de estos últimos, permitiendo que un ataque alemán fuera mejor preparado delante de la frontera francesa. En este sentido, los franceses dependía del grado de cooperación que pudieran obtener de los belgas. Tal situación les impidió preparar las defensas en Bélgica para frustrar un ataque, una circunstancia que los franceses buscaban evitar puesto que significaba pelear contra las divisiones Panzer alemanas.
Por lo tanto, los franceses consideraron invadir Bélgica inmediatamente en respuesta a un ataque alemán a ese país. Por su parte, los belgas, reconociendo el peligro que significaban los alemanes, secretamente pusieron a disposición del agregado militar francés en Bruselas sus políticas defensivas, información sobre los movimientos de tropas, comunicaciones, posiciones defensivas, inteligencia y planes de reconocimiento aéreo. El Plan Dyle era el plan aliado para el auxilio de Bélgica; lo mejor de las fuerzas aliadas, que incluía a las divisiones armadas francesas, avanzaría al río Dyle en respuesta a un ataque alemán. La que parecía ser la estrategia defensiva más sólida era la elección de una línea aliada establecida para reforzar a los belgas en el este del país, en la línea Mosa-Canal Alberto, manteniendo al estuario del Escalda y uniendo las defensas francesas en el sur con las fuerzas belgas que protegían Gante y Amberes.
La debilidad del plan era que, al menos políticamente, dejaba gran parte del este de Bélgica en manos de los alemanes. Militarmente posicionaba la retaguardia aliada en ángulos rectos con respecto a las defensas fronterizas francesas; mientras que para los británicos, sus comunicaciones, localizadas en los puertos del golfo de Vizcaya, estarían paralelas a su frente. Pese al riesgo de enviar fuerzas al centro de Bélgica y de un avance a las líneas Schedlt o Dyle, lo que representaba una vulnerabilidad ante una maniobra de flanco, el comandante francés, Maurice Gamelin, aprobó el plan y se mantuvo como la estrategia aliada tras el comienzo de la guerra. Los británicos, sin fuerzas en tierra y atrasados en el rearme, no estaban en posiciones de desafiar la estrategia de Francia, que había asumido el papel prominente dentro de la Alianza Occidental. Ante las pocas capacidades para oponerse a los franceses, la estrategia británica para las acciones militares consistió en bombardeos estratégicos de la industria del Ruhr.

### Estrategia militar belga

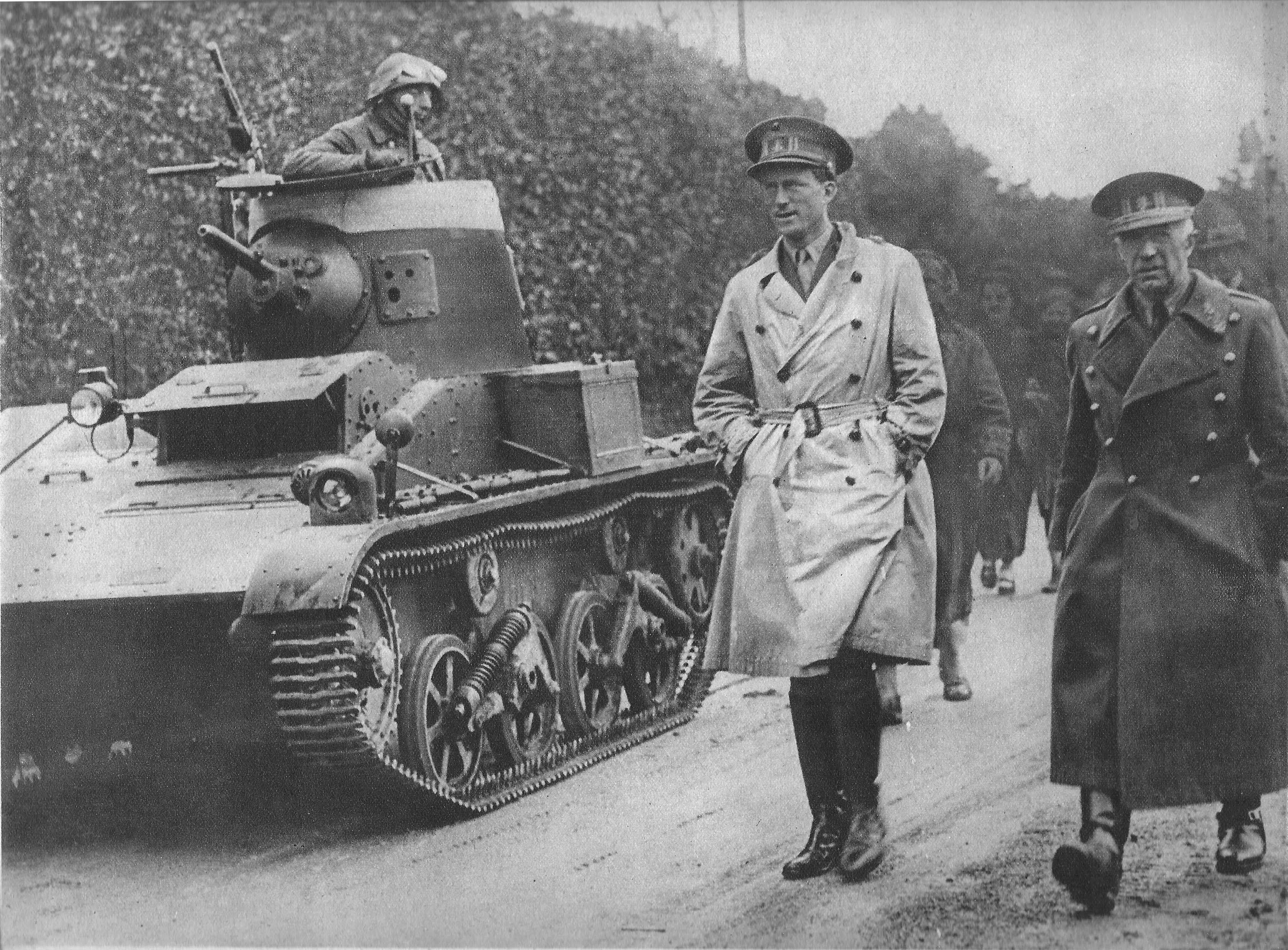
Leopoldo III pasando revista a las tropas belgas a inicios de 1940.

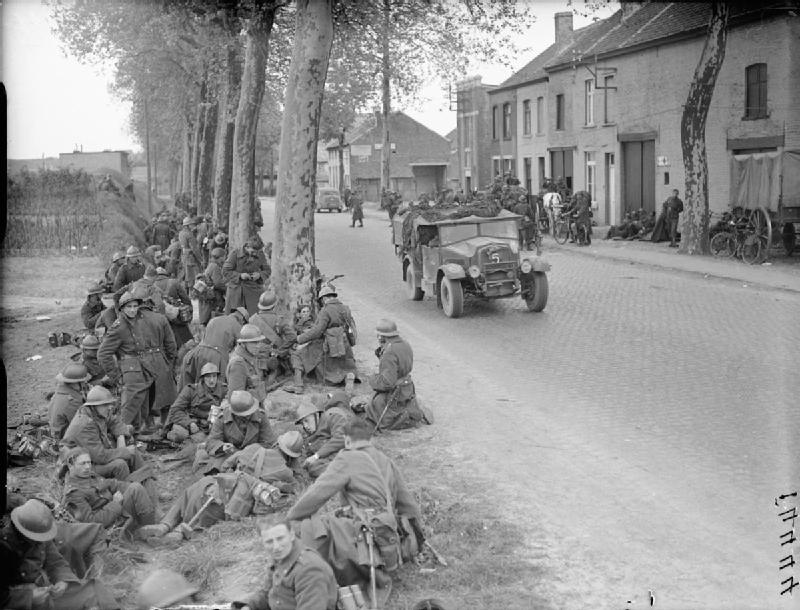
Soldados belgas descansando al borde de la carretera

Luego de la retirada de la Alianza Occidental, los belgas, con el temor de comprometer su neutralidad, se negaron a participar en reuniones oficiales con los Estados Mayores francés o británico. Por otra parte, no consideraban inevitable una invasión alemana y estaban seguros de que podrían resistir un ataque gracias a nuevas fortificaciones como el fuerte Eben-Emael. También habían tomado medidas para reconstruir sus defensas a lo largo de la frontera con Alemania tras el ascenso al poder de Adolf Hitler en enero de 1933. El gobierno belga observó con creciente inquietud el retiro alemán de la Sociedad de las Naciones, su rechazo del Tratado de Versalles y la violación de los Tratados de Locarno. Asimismo, incrementaron el gasto en la modernización de las fortificaciones en Namur y Lieja y se establecieron nuevas líneas defensivas a lo largo del canal Maastricht-Bolduque, juntándose con el Mosa, el Escalda y el canal Alberto.
La protección de la frontera oriental, basada en la destrucción de diversas carreteras, se confió a nuevas formaciones (como las unidades de ciclistas fronterizas y el recién formado Chasseurs Ardennais). Las defensas belgas se completaron en 1935. No obstante, se consideraba que no eran adecuadas. Se requería una reserva móvil para resguardar las áreas posteriores y, como resultado, se estimó insuficiente la protección ante un súbito ataque por parte de las fuerzas alemanas. Igualmente se necesitaba de una reserva significativa de mano de obra, sin embargo, se rechazó un proyecto de ley creado para la provisión de un servicio militar más largo y entrenamiento para el ejército dado que aumentaría los compromisos militares belgas así como las peticiones aliadas para entablar combate en conflictos lejanos del país.
El 14 de octubre de 1936, el rey Leopoldo III realizó un discurso frente al Consejo de Ministros, en un intento de persuadir a la gente (y su gobierno) de que se necesitaba fortalecer las defensas. Subrayó tres puntos militares principales para el creciente rearmamento belga:
1. El rearmamento alemán, tras la remilitarización completa de Italia y la Unión Soviética, ocasionó que la mayor parte de otros Estados, incluso aquellos deliberadamente pacifistas, como Suiza y Países Bajos, tomaran precauciones excepcionales.
2. Existieron cambios tan grandes en los métodos de la guerra como resultado del progreso técnico, especialmente en la aviación y mecanización, que las operaciones iniciales del conflicto armado ahora podrían ser de tal fuerza, velocidad y magnitud para ser particularmente alarmantes para países pequeños como Bélgica.
3. Nuestras preocupaciones han aumentado ante la reocupación de Renania y el hecho de que las bases para el inicio de una posible invasión alemana se han trasladado a las cercanías de nuestra frontera.

El 24 de abril de 1937, los franceses y británicos realizaron una declaración pública en la que señalaban que la seguridad de Bélgica era primordial para los Aliados Occidentales y que, en consecuencia de una agresión de cualquier tipo, defenderían sus fronteras, tanto si fuera una agresión directa únicamente a Bélgica o si fuera un medio para obtener bases con las cuales librar una guerra con «otros Estados». Ante estas circunstancias, mientras que los franceses y británicos mantuvieron sus obligaciones militares para con Bélgica, a esta última la liberaron de su responsabilidad (Tratados de Locarno) de proveer asistencia mutua en el caso de una agresión alemana a Polonia.
En términos militares, los belgas consideraban que la Wehrmacht era más fuerte que los Aliados, especialmente el Ejército Británico, y que comprometerse con las propuestas aliadas resultaría en convertirse en un campo de batalla sin aliados adecuados. En este sentido, tanto belgas como franceses siguieron confundidos respecto a lo que esperaban del otro si las hostilidades comenzaban o cuando lo hicieran. Por lo tanto, los belgas estaban determinados en mantener las fortificaciones fronterizas a lo largo del canal Alberto y el Musa, sin retirarse, hasta que el Ejército Francés llegara en su auxilio. Gamelin no se mostraban tan entusiasta de llevar su plan Dyle hasta ese extremo. Estaba preocupado de que los belgas fueran expulsados de sus defensas y se retiraran a Amberes, como sucedió en 1914. De hecho, las divisiones belgas que defendían la frontera debían retirarse hacia el sur para unirse con las fuerzas francesas. Sin embargo, a Gamelin no se le dio esta información.
En lo que a los belgas se refería, el plan Dyle tenía sus ventajas. En lugar de un avance limitado de los aliados hacia el Escalda o un enfrentamiento con los alemanes en la frontera franco-belga, el movimiento al río Dyle reduciría el frente aliado en el centro de Bélgica en 70 kilómetros, liberando más fuerzas para emplearlas como reserva estratégica. Asimismo, se consideraba que con él se salvaría más territorio belga, particularmente las regiones industriales orientales. También tenía la ventaja de absorber formaciones del Ejército Belga y Neerlandés (incluyendo alrededor de 20 divisiones belgas). Tras la derrota, Gamelin justificó el plan Dyle con esos argumentos. El 10 de enero de 1940, en un episodio conocido como el Incidente Mechelen, el mayor alemán Hellmuth Reinberger aterrizó de emergencia con un Messerschmitt Bf 108 en las cercanías de Maasmechelen. Reinberger transportaba los primeros planes de la invasión alemana a Europa occidental. Tal como Gamelin esperaba, emulaban el Plan Schlieffen de 1914 e implicaban un empuje alemán a través de Bélgica (expandido por la Wehrmacht para incluir a los Países Bajos) y hacia Francia.
Aunque los belgas sospechaban que se trataba de un ardid, los planes fueron tomados en serio. La inteligencia belga y el agregado militar en Colonia sugirieron correctamente que los alemanes no iniciarían la invasión con este plan. Propusieron que los alemanes tratarían de atacar a través de las Ardenas belgas y avanzar a Calais con la ayuda de un ataque envolvente a las fuerzas aliadas en Bélgica. Igualmente, los belgas acertaron al predecir que los alemanes intentarían un Kesselschlacht (envolvimiento) para destruir a sus enemigos. También predijeron el plan alemán tal como lo presentó Erich von Manstein. El Alto Mando belga advirtió a los franceses y británicos sobre sus preocupaciones. Temían que el plan Dyle pusiera en peligro tanto la posición estratégica belga, como el flanco izquierdo entero del frente aliado. Por lo anterior, el rey Leopoldo y el general Raoul Van Overstraeten, el ayudante de campo del rey, alertaron a Gamelin y al mando del Ejército Francés el 8 de marzo y el 14 de abril. No obstante, sus avisos fueron ignorados.

### Planes belgas para las operaciones defensivas

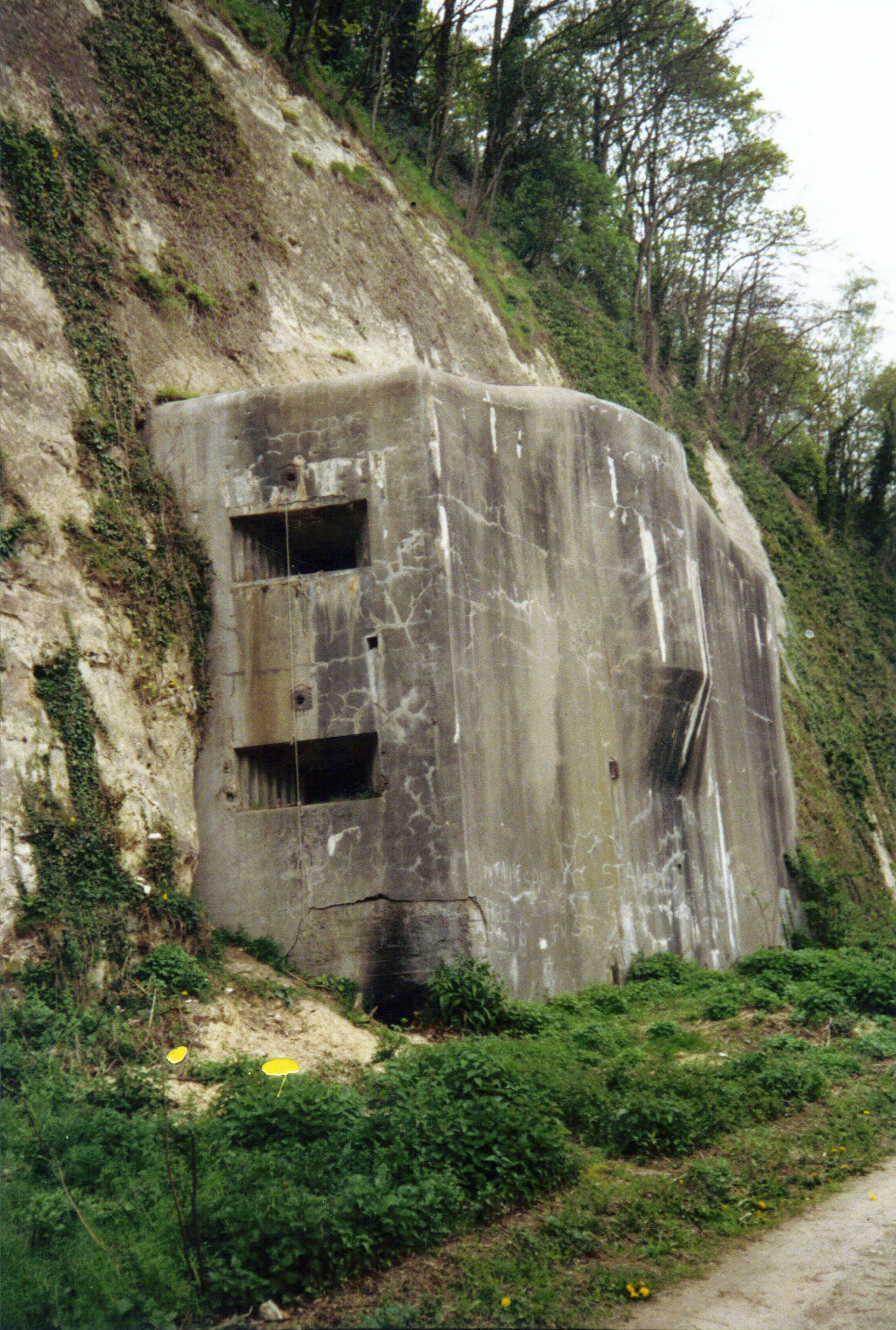
Los belgas esperaban retrasar seriamente el avance alemán con fortificaciones como el Eben-Emael.

El plan belga ante una agresión alemana proveía:
1. Una posición desde la que retrasar el avance a lo largo del canal Alberto desde Amberes hasta Lieja y del Mosa desde Lieja hasta Namur, que debía sostenerse el tiempo suficiente para permitir que las tropas francesas y británicas ocuparan la línea Amberes–Namur–Givet. Se anticipó que las fuerzas de las potencias estarían en acción al tercer día de una invasión.
2. La retirada de la posición Amberes–Namur.
3. Que el Ejército Belga debía sostener el sector —excluyendo Lovaina, pero incluyendo Amberes— como parte de la principal posición defensiva aliada.

En acuerdo con los Ejércitos Británico y Francés, el Séptimo Ejército Francés, bajo el mando de Henri Giraud, debía avanzar por Bélgica, pasar el estuario del Escalda hacia Zelanda, de ser posible, para dirigirse a Breda, en los Países Bajos. La Fuerza Expedicionaria Británica (BEF, por sus siglas en inglés), comandada por John Vereker Gort, debía ocupar la posición central en el espacio Bruselas–Gante en apoyo del Ejército Belga para sostener las principales posiciones defensivas alrededor de 20 kilómetros al este de Bruselas. La principal posición defensiva de Amberes sería protegida por los belgas, a diez kilómetros de la ciudad. Por su parte, el Séptimo Ejército Francés debía alcanzar Zelanda o Breda, justo después de la frontera neerlandesa, para encontrarse en posición de proteger el flanco izquierdo de las fuerzas belgas en Amberes y amenazar al flanco norte de los alemanes.
Más al este, las posiciones de retraso se construyeron en las zonas tácticas inmediatas al canal Alberto, que se unían con las defensas del Mosa al oeste de Maastricht. La línea se desviaba al sur y continuaba hacia Lieja. La línea Maastricht–Lieja estaba fuertemente protegida. Otras líneas de defensa corrían al sudoeste, cubriendo el eje Lieja–Namur. El Ejército Belga también tenía el beneficio agregado del Primer Ejército Francés, que avanzaba hacia Gembloux y Hannut, en el flanco sur de la BEF y abarcando el sector del río Sambre. Esto cubría el espacio en las defensas belgas entre las principales posiciones belgas en la línea Dyle con Namur en el sur. Más al sur, el Noveno Ejército Francés avanzó al eje Givet–Dinant en el río Mosa. Por su parte, el Segundo Ejército Francés era responsable de al menos 100 kilómetros del frente, incluyendo Sedán, el Mosa inferior, la frontera entre Bélgica y Luxemburgo y el flanco norte de la línea Maginot.

### Planes operacionales alemanes

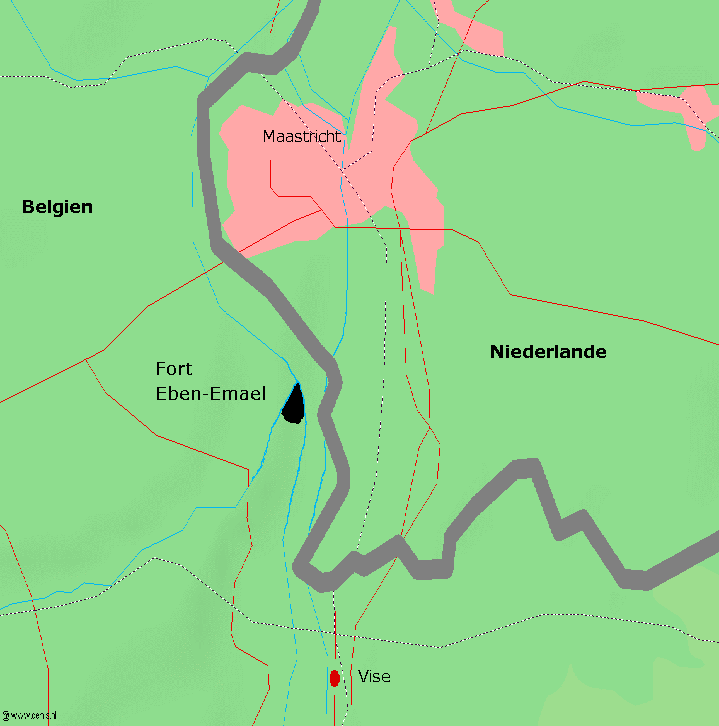
Mapa del área entre Bélgica y los Países Bajos cerca del fuerte Eben-Emael, que protegía vitales cabezas de puente estratégicas en Bélgica.

El plan de ataque alemán requería que el Grupo de Ejércitos B avanzara y atrajera al Primer Grupo de Ejércitos Aliado a Bélgica central, mientras que el Grupo de Ejércitos A conduciría el asalto sorpresa a través de las Ardenas. Con respecto a su importancia, Bélgica actuaría como un segundo frente. El Grupo de Ejércitos B fue dotado con un número limitado de unidades móviles y armadas, mientras que el resto del grupo constaba de divisiones de infantería. Luego de alcanzar el canal de la Mancha, todas las divisiones Panzer y la mayoría de la infantería motorizada serían removidas del Grupo B y enviadas al Grupo de Ejércitos A para fortalecer las líneas de comunicaciones alemanas y prevenir un avance aliado.
No obstante, tal plan fallaría si los alemanes no tomaran rápidamente el suficiente terreno belga para presionar a los aliados por dos frentes. Las defensas en el fuerte Eben-Emael y el canal Alberto buscaban prevenir que esto sucediera. Los tres puentes en el canal eran clave para otorgar al Grupo B un amplio ritmo de operaciones. Los objetivos eran los puentes en Veldwezelt, Vroenhoven y Kanne en Bélgica y Maastricht en la frontera neerlandesa. El fracaso en la captura de esos puentes dejaría al 6.º Ejército, el ejército más al sur del Grupo B, atrapado en el enclave Maastricht-Canal Alberto y sometido al fuego del Eben-Emael. El fuerte tenía que ser capturado y destruido.
Adolf Hitler convocó al general Kurt Student de la 7° Flieger-Division para discutir el asalto. En un principio, se sugirió que las fuerzas aerotransportadas realizaran un salto en paracaídas convencional para tomar y destruir las piezas de artillería de los fuertes antes de que las unidades en tierra se acercaran. Esta sugerencia fue rechazada dado que los Junkers Ju 52 eran demasiado lentos y, probablemente, serían demasiado vulnerables a los cañones antiaéreos belgas y neerlandeses. Las condiciones climáticas también influyeron en su rechazo, puesto que los paracaidistas podrían alejarse del fuerte y dispersarse demasiado. Un salto de siete segundos de un Ju 52 a una mínima altura operacional podría conllevar una dispersión de 300 metros.
Hitler notó una potencial falla en las defensas. Los techos eran planos y estaban desprotegidos. Por esta razón, preguntó a Student si un planeador, como el DFS 230, podría aterrizar en ellos. Student respondió que podría hacerse, pero solo con doce aviones y durante horas de luz; con ellos se podrían llevar de 80 a 90 paracaidistas al objetivo. Entonces, Hitler reveló el arma táctica que haría funcionar este plan estratégico, el Hohlladungwaffe, un arma explosiva de 50 kilogramos que destruiría los emplazamientos de artillería belgas. Sería esta unidad táctica la que encabezaría la primera operación estratégica aerotransportada de la historia.

## Fuerzas involucradas

### Bélgica

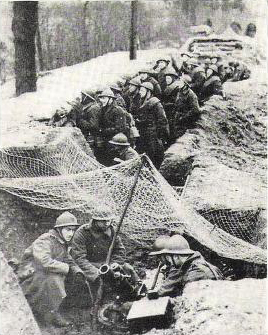
Soldados belgas en una trinchera, c. 1940.

El Ejército Belga podía congregar 22 divisiones, con 1338 piezas de artillería y diez tanques AMC 35. Sin embargo, los vehículos de combate belgas también incluían 200 destructores de tanques T-13, que contaban con un cañón antitanque de 47 mm y una ametralladora coaxial FN30 en un torreta. También poseían 42 T-15s. Los belgas comenzaron la movilización el 25 de agosto de 1939 y para mayo del año siguiente ya habían organizado un ejército de 18 divisiones de infantería, dos divisiones de Chasseurs Ardennais parcialmente motorizadas y dos divisiones de caballería motorizada, sumando unos 600 000 soldados. Las reservas podían desplegar 900 000 hombres. No obstante, el ejército carecía de vehículos blindados y armas antiaéreas.
Luego de completar la movilización, el Ejército Belga era capaz de congregar cuerpos regulares y dos reservas de cuerpos de ejército, conformados por 12 divisiones de infantería regulares, dos divisiones de Chasseurs Ardennais, seis divisiones de infantería de reserva, una brigada de guardias fronterizos a bicicleta, un cuerpo de caballería de dos divisiones y una brigada de caballería motorizada. También contaba con cuatro regimientos de artillería y dos de artillería antiaérea, además de un número desconocido de personal de fuertes, ingenieros y señales.
En 1939 se restableció el Cuerpo Naval. La mayoría de la flotilla mercante belga, alrededor de 100 naves, logró evadir la captura de los alemanes. Bajo los términos del acuerdo entre la marina belga y la Marina Real británica, estas naves y sus 3350 tripulantes pasaron al control británico mientras duraron las hostilidades. Los Cuarteles Generales del Almirantazgo Británico se encontraban en Ostende, bajo el mando del mayor Henry Decarpentrie. La ciudad también era base de la primera división naval, mientras que las de la segunda y tercera se encontraban en Zeebrugge y Amberes, respectivamente.

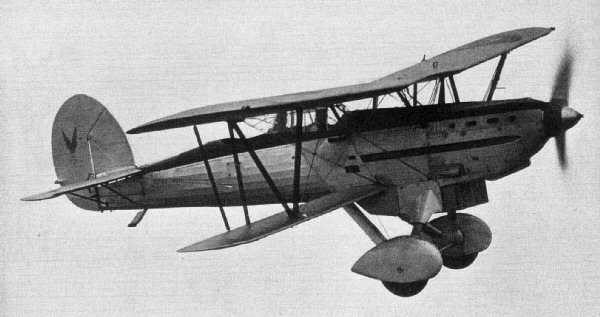
Un Fairey Fox de la Aéronautique Militaire Belge.

Por su parte, la Aéronautique Militaire Belge (Fuerza Aérea Belga) recién comenzaba a modernizar su tecnología aeronáutica. Había encargado cazas Brewster F2A Buffalo, Fiat C.R.42 y Hawker Hurricane, aviones de entrenamiento Koolhoven F.K.56, bombarderos ligeros Fairey Battle y Caproni Ca.312 y aviones de reconocimiento y cazas Caproni Ca.335. Sin embargo, solo habían sido entregados los Fiats, Hurricanes y Battles. La escasez de tipos más modernos llevó a que se emplearan como cazas las versiones monoplaza de los bombarderos ligeros Fairey Fox. La Aéronautique poseía 250 aviones de combate. De ellos, al menos 90 eran cazas, 12 bombarderos y 12 aviones de reconocimiento. Aunque solo 50 eran lo bastante modernos. Al incluir los aviones de enlace y transporte de todos los servicios, el número total alcanzaba los 377. Sin embargo, solo 118 —78 cazas y 40 bombarderos— de ellos eran útiles al 10 de mayo de 1940.
La Aéronautique Militaire Belge era comandada por Paul Hiernaux, que recibió su licencia de piloto justo después del estallido de la Primera Guerra Mundial y que ascendió a la posición de comandante en jefe en 1938. Hiernaux organizó el servicio en tres Régiments d'Aéronautique (regimientos aéreos): el primero con 60 aviones, el segundo con 53 y el tercero con 79.

### Francia

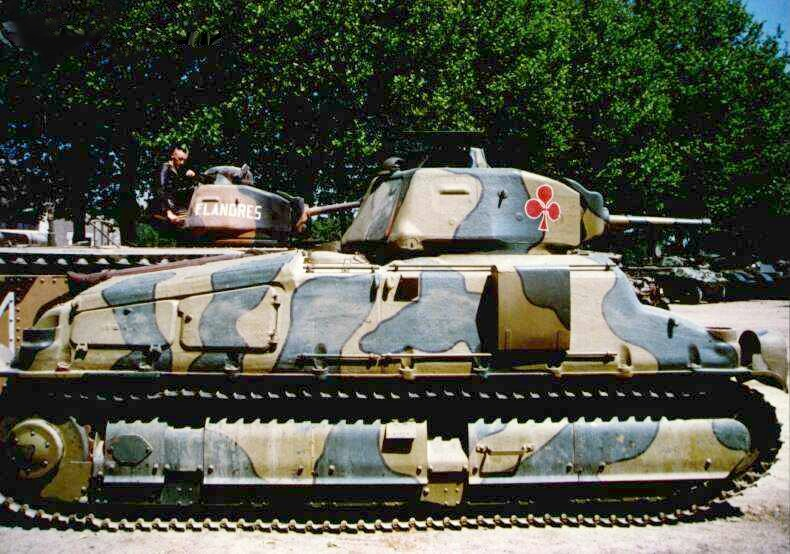
Un tanque ligero Somua S-35.

El Ejército Francés aportó un apoyo sustancial a los belgas. Dentro del Primer Ejército Francés se incluyó al Cuerpo de Caballería del general René Prioux, que recibió las 2.ª y 3.ª Divisiones Mecanizadas Ligeras, asignadas a defender el espacio Gembloux. Las fuerzas armadas estaban conformadas por 176 tanques ligeros Somua S-35 y 239 Hotchkiss H35. Ambos eran superiores, tanto en blindaje como en potencia de fuego, a los utilizados por los alemanes. Por sí sola, la 3.ª División Mecanizada contaba con 90 S-35 y 140 H-35. Por su parte, el Séptimo Ejército Francés fue asignado a proteger el extremo norte del frente aliado. En él se encontraba la 1.ª División Mecanizada Ligera y las 9.ª y 25.ª Divisiones de Infantería Motorizada. Esta fuerza debía avanzar hacia Breda en los Países Bajos.
El Noveno Ejército fue el tercer ejército francés en entrar en acción en suelo belga. Era, sin embargo, más débil que el Primero y el Séptimo. Estaba formado por divisiones de infantería y por la 5.ª División de Infantería Motorizada. Su misión era la protección del flanco sur de los ejércitos aliados, al sur del río Sambre y justo al norte de Sedán. Más al sur, en Francia, el Segundo Ejército se encargaba de proteger la frontera franco-belga entre Sedán y Montmédy. Por lo tanto, los ejércitos franceses con menor fuerza eran los destinados a defender la principal área de la ofensiva alemán.

### Reino Unido
La Fuerza Expedicionaria Británica, comandada por el general John Vereker Gort, estaba formada por 152 000 soldados divididos en dos cuerpos con dos divisiones cada uno. El I Cuerpo estaba bajo el mando del teniente general John Dill, sucedido por el teniente general Michael Barker y, más tarde, por el mayor general Harold Alexander. Por su parte, el teniente general Alan Brooke hizo lo propio con el II Cuerpo. Posteriormente se agregó al orden de batalla británico el III Cuerpo comandado por el teniente general Ronald Adam. En apoyo de las operaciones en Bélgica, se utilizó un grupo de 9392 hombres del personal de la Advanced Air Striking Force de la Real Fuerza Aérea Británica, al mando del submariscal de vuelo Patrick Playfair. Para mayor de 1940, la Fuerza Expedicionaria había incrementado a 394 165 hombres, de los que más de 150 000 formaban parte de las organizaciones logísticas y tenían poco entrenamiento militar. El 10 de mayo de 1940, la Fuerza Expedicionaria contaba con 10 divisiones, 1280 piezas de artillería y 310 tanques.

### Alemania
El Grupo de Ejércitos B era comandado por Fedor von Bock. Tenía asignadas 26 divisiones de infantería y tres divisiones Panzer para la invasión de los Países Bajos y Bélgica. De las tres divisiones Panzer, la 3.ª y 4.ª estaban destinadas a operar en Bélgica bajo el mando del XVI Cuerpo. La 9.ª División Panzer estaba encuadrada en el 18.º Ejército, encargado de apoyar el avance en Bélgica tras la Batalla de los Países Bajos. La fuerza armada del Grupo de Ejércitos B alcanzaba los 808 tanques —282 Panzer I, 288 Panzer II, 123 Panzer III y 66 Panzer IV—. Además, 49 tanques de mando también eran operativos. Los regimientos armados de la 3.ª División Panzer consistían en 117 Panzer I, 128 Panzer II, 42 Panzer III, 26 Panzer IV y 27 tanques de mando.
Por su parte, la 4.ª División Panzer tenía 136 Panzer I, 105 Panzer II, 40 Panzer III, 24 Panzer IV y 10 tanques de mando. La 9.ª División Panzer, planeada inicialmente para operaciones en los Países Bajos, era la división más débil con 30 Panzer I, 54 Panzer II, 41 Panzer III, 16 Panzer IV y 12 tanques de mando. Los elementos de la 7. Fliegerdivision y de la 22.ª División de Infantería, que participarían en el ataque al fuerte Eben-Emael, fueron llamados Sturmabteilung Koch (Destacamento de Asalto Koch), por su comandante el Hauptmann Walter Koch. La fuerza se conformó en noviembre de 1939. Inicialmente estaba compuesta por paracaidistas del 1.ª Regimiento de Paracaidistas e ingenieros de la 7. Fliegerdivision, además de un pequeño grupo de pilotos de la Luftwaffe. Esta última envió 1815 aviones de combate, 487 aviones de transporte y 50 planeadores para el asalto a la región de los Países Bajos.
El IV Cuerpo Aéreo, bajo el mando del Generalobersts Alfred Keller, sería el encargado de los primeros ataques aéreos sobre Bélgica. Esta fuerza estaba formada por la Lehrgeschwader 1, la Kampfgeschwader 30 y la Kampfgeschwader 27. El 10 de mayo, la fuerza de 353 aviones (224 utilizables) con la que Keller contaba recibió 550 más (420 utilizables) por parte del VIII Cuerpo Aéreo, comandado por el Generalmajor Wolfram von Richthofen. Además recibieron un apoyo de 462 aviones (313 utilizables) por parte del Jagdfliegerführer 2 al mando del Oberst Kurt-Bertram von Döring.

## Batalla

### 10 de mayo: operaciones de laLuftwaffe
Por la tarde del 9 de mayo, el agregado militar belga en Berlín dio a entender que los alemanes se preparaban para atacar al día siguiente. En la frontera se detectaron movimientos ofensivos de las fuerzas enemigas. A las 00:10 del 10 de mayo de 1940, un escuadrón no especificado en Bruselas dio la alarma al Cuartel General. El estado de alerta total se inició a la 01:30 de la madrugada. Las fuerzas belgas tomaron sus posiciones de despliegue y, por la mañana, los ejércitos aliados pusieron en marcha el plan Dyle y avanzaron a la retaguardia belga. El rey Leopoldo se trasladó a sus Cuarteles Generales en las cercanías de Briedgen, Amberes.
La Luftwaffe encabezaba la batalla aérea en los Países Bajos. Su primera tarea era la eliminación de las fuerzas aéreas belgas. Pese a la avasalladora superioridad numérica de 1375 aviones (957 utilizables), la campaña aérea en Bélgica tuvo un éxito limitado durante su primer día. Aproximadamente a las 04:00 horas, se realizaron los primeros ataques aéreos, dirigidos contra campos de aviación y centros de comunicación. Aun así, fue un fuerte impacto para la Aéronautique, que contaba solamente con 179 aviones el 10 de mayo.
Gran parte del éxito alcanzado fue atribuido a los subalternos de Richthofen, particularmente la Kampfgeschwader 77 y su comandante el Oberst Johann-Volkmar Fisser, que destruyó las principales bases de la Aéronautique con ayuda de la Kampfgeschwader 54. Los cazas de la Jagdgeschwader 27 eliminaron dos escuadrones belgas en Neerhespen y, por la tarde, la Sturzkampfgeschwader 2 acabó con nueve de los 15 Fiat C.R.42 en Brusthem. En Schaffen-Diest, se destruyeron tres Hawker Hurricanes de la Escadrille 2/I/2 y seis más fueron dañados cuando un grupo de Heinkel He 111 los atacó cuando se preparaban para despegar. Dos más se perdieron al ser derribados los hangares. En el aeródromo de Nivelles, se asolaron 13 C.R.42 y, en Belesle, el Kampfgeschwader 27 logró desolar ocho aviones más.
Con respecto al combate aéreo, los Gloster Gladiator y Hurricanes derribaron dos He 111, dos Dornier Do 17 y tres Messerschmitt Bf 109. En contraste, tres Gladiator belgas, cinco Fairey Foxs y un C.R.42 cayeron ante los aviones de las Jagdgeschwader 1, 21 y 27. Por otra parte, los dos Bristol Blenheim que el 18.º Escuadrón de la RAF envió al frente belga sucumbieron ante los Bf 109. Al final del 10 de mayo, las cifras oficiales alemanas indicaban 30 aviones belgas destruidos en tierra y 14 (más dos bombarderos británicos) en el aire frente a diez pérdidas propias. Sin embargo, esas cifras son probablemente una subestimación. En total se perdieron 83 aviones belgas (en su mayoría aviones de entrenamiento). La Aéronautique realizó solo 146 misiones de combate en los primeros seis días. Entre el 16 y el 28 de mayo, llevó a cabo 77 operaciones. Pasó la mayor parte del tiempo retrocediendo y retirando combustible ante los ataques de la Luftwaffe.

### 11-12 de mayo: batallas en la frontera

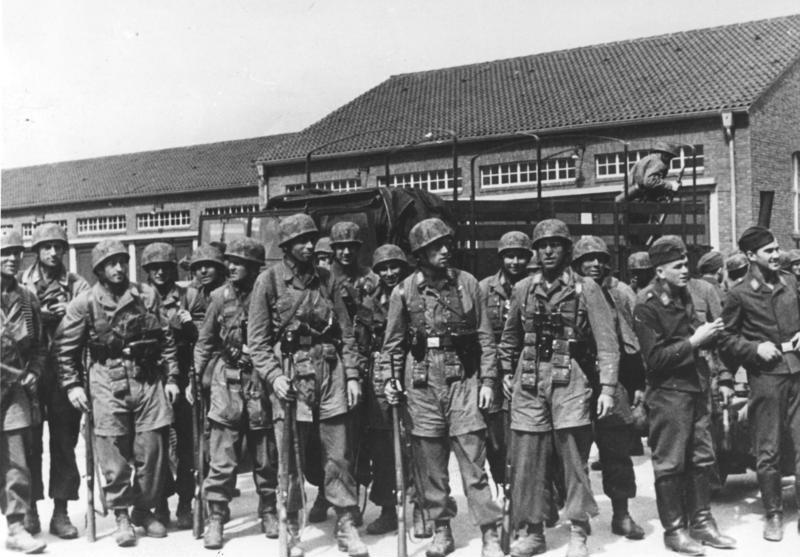
Los Fallschirmjäger del Sturmabteilung Koch (Destacamento de Asalto Koch) que capturaron el fuerte Eben-Emael en mayo de 1940.

Los encargados del plan alemán reconocieron la necesidad de eliminar el fuerte Eben-Emael para permitir que su ejército avanzara al interior de Bélgica. Por esta razón decidieron desplegar fuerzas aerotransportadas (Fallschirmjäger) en el terreno dentro del perímetro de la fortaleza sirviéndose de planeadores. Los Fallschirmjäger ingresaron al fuerte gracias al uso de explosivos especiales (y lanzallamas) para inutilizar las defensas. En la consiguiente batalla, la infantería alemana superó, en 24 horas, a las tropas belgas de la 7.ª División de Infantería. Con la ruptura de la principal línea de defensa belga, las fuerzas alemanas del 18.º Ejército avanzaron rápidamente y establecieron cabezas de puente a lo largo del canal Alberto, antes de que los británicos llegaran, 48 horas después. Más al sur, los Chasseurs Ardennais se retiraron detrás del Mosa y destruyeron algunos puentes a su paso. Las tropas aerotransportadas alemanas recibieron el apoyo de los Junkers Ju 87 del Sturzkampfgeschwader 2, mientras que el Sturzkampfgeschwader 77 se encargó de suprimir las defensas. Por su parte, los Henschel Hs 123 del Lehrgeschwader 2 auxiliaron en la captura de puentes en Vroenhoven y Veldwezelt.
Los alemanes también realizaron en Luxemburgo operaciones ofensivas, con las que capturaron cinco cruces y rutas de comunicaciones que conducían al centro de Bélgica. La ofensiva, que fue llevada a cabo por 125 voluntarios de la 34.ª División de Infantería comandada por Wenner Hedderich, logró su misión al volar a sus objetivos con aviones Fieseler Fi 156. Como resultado, se perdieron cinco aviones y 30 soldados fallecieron. Con el fuerte conquistado, la 4.ª y 7.ª Divisiones de Infantería belgas se enfrentaron a la perspectiva de pelear con el enemigo en un buen terreno (para operaciones con vehículos blindados). La 7.ª División, con sus 2.ª y 18.ª Regimientos de Granaderos y 2.ª de Carabineros, lucharon para mantener sus posiciones y contener a la infantería alemana en la orilla oeste. Por su parte, las unidades tácticas belgas ejecutaron diversos contrataques. En Briegden, lograron recuperar el puente y destruirlo. Mientras que, en Vroenhoven y Veldwezelt, los alemanes tuvieron el tiempo suficiente para establecer fuertes cabezas de puente y rechazar los ataques.

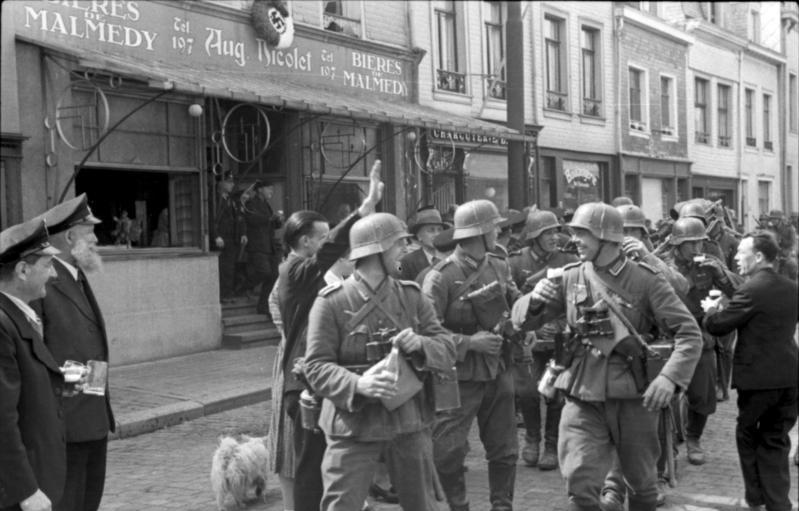
Los alemanes son bienvenidos en Eupen-Malmedy, una región de la frontera alemana anexada a Bélgica por el Tratado de Versalles (1919).

Una tercera operación, de la que poco se conoce (Operación Niwi) se desarrolló el 10 de mayo al sur de Bélgica. Por medio de aviones Fi 156, se buscaría aterrizar dos compañías del 3.º batallón del regimiento de infantería Großdeutschland en Nives y Witry con el objetivo de despejar un camino para las 1.ª y 2.ª divisiones Panzer, ambas en avance a través de las Ardenas. En el plan original se planteaba el uso de Junkers Ju 52, pero por el poco espacio que necesitaban para aterrizar (27 metros), 200 aviones Fi 156 fueron los elegidos. La misión de la operación era:
1. Cortar los enlaces de comunicación en las rutas Neufchâteau–Bastoña y Neufchâteau–Martelange.
2. Evitar la llegada de reservas de la zona de Neufchâteau.
3. Facilitar el avance y la captura de los fortines al ejercer presión contra la línea de fortines a lo largo de la frontera desde la retaguardia.

La infantería alemana se enfrentó en diversas ocasiones con patrullas belgas equipadas con vehículos T-15. Muchos de los contrataques belgas fueron rechazados, uno de ellos un ataque de la 1.ª División Ligera de Chasseurs Ardennais. Por la tarde, los elementos de la 7.ª División de Caballería francesa —enviados por el general Charles Huntziger del Segundo Ejército Francés— lanzaron un contrataque contra los alemanes, forzando su retirada. Sin embargo, fallaron al momento de perseguir a las unidades enemigas. A la mañana siguiente, la 2.ª División Panzer llegó al área, cuando gran parte de la operación ya se había realizado. Desde la perspectiva alemana, en lugar de ayudar, la operación fue un estorbo para los Cuerpos Panzer de Heinz Guderian. El regimiento bloqueó caminos y, contra lo esperado, evitó la llegada de refuerzos franceses a la frontera entre Bélgica, Francia y Luxemburgo. Sin embargo, también destruyó las conexiones telefónicas belgas, lo que impidió que el mando belga retirara sus unidades de la frontera. Además, la 1.ª División Ligera de Infantería no recibió la señal de retirada y se enfrentó en un fuerte combate con los alemanes, retrasando su avance.
El fracaso de la defensa del espacio de las Ardenas fue fatal. Los belgas se retiraron lateralmente tras la invasión inicial y destruyeron y bloquearon las rutas de avance, lo que demoró el paso hacia el norte del Segundo Ejército Francés a través de Namur y Huy. Libre de cualquier centro de resistencia, los ingenieros alemanes liberaron sin problemas los caminos. Las unidades belgas de infantería ligera de las Ardenas, consideradas una formación de élite, demostraron su capacidad de retrasar el avance alemán en Bodange, donde impidieron por ocho horas el paso de la 1.ª División Panzer. La batalla fue consecuencia de la caída de las comunicaciones e iba en contra de las intenciones operacionales del Ejército Belga.

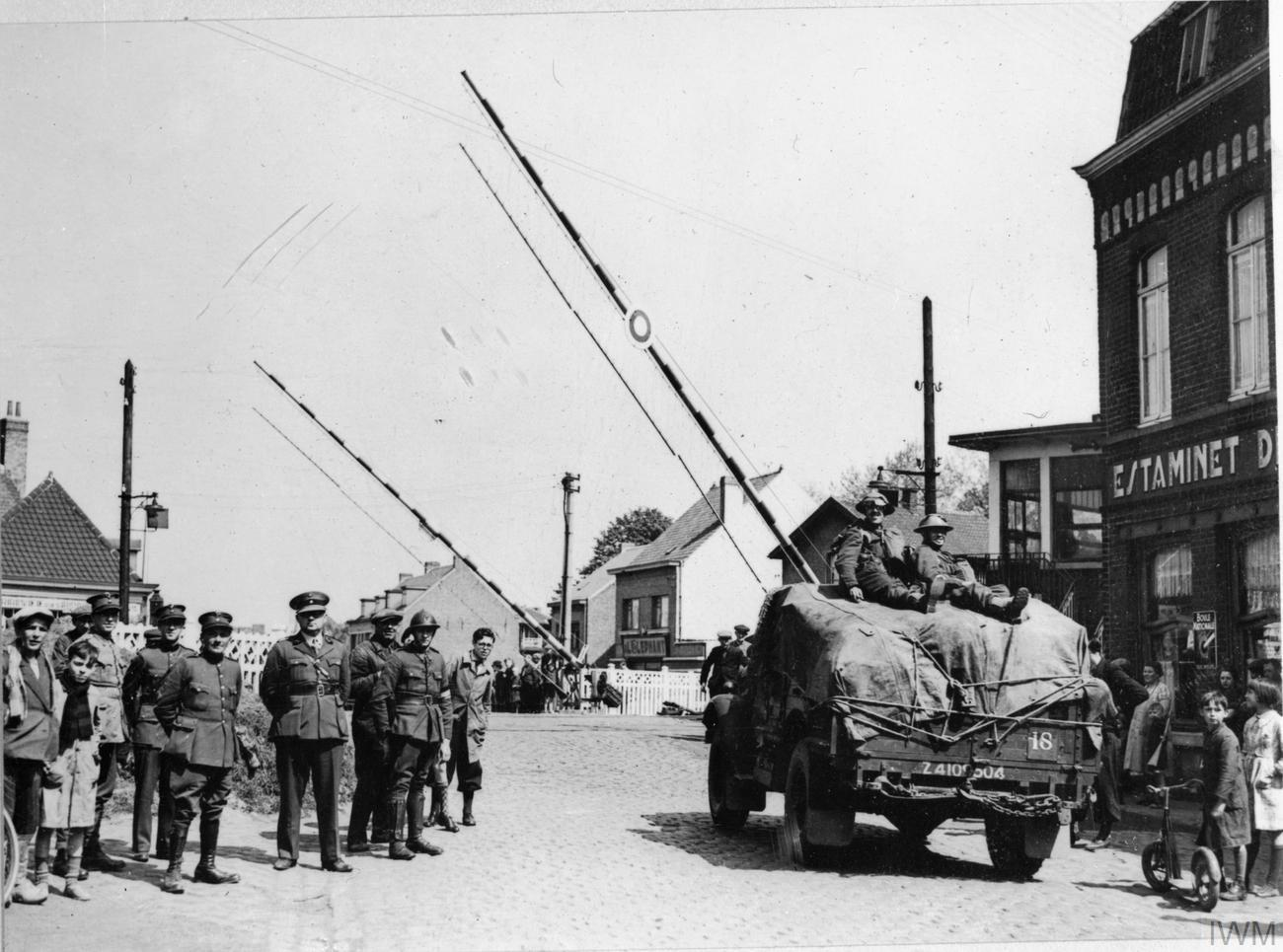
Tropas británicas cruzan la frontera franco-belga en Mouscron, 10 de mayo.

Mientras tanto, en el sector belga central, luego de fracasar en recuperar su frente por medio de un ataque terrestre, los belgas intentaron bombardear los puentes y las posiciones capturadas y defendidas por los alemanes. Los Fairey Battles, escoltados por seis Gloster Gladiators, atacaron los puentes del canal Alberto. En respuesta, los Bf 109 de las Jagdgeschwader 1 y 27 interceptaron a los aviones y derribaron cuatro Gladiators, seis Battles y dañaron seriamente los restantes tres. Se evacuaron ocho C.R.42 de Brustem a Grimbergen. No obstante, He 111 y aviones de la Jagdgeschwader 27 lograron destruir siete Gladiators y los últimos Hurricanes restantes en la Base Aérea de Beauvechain y Le Culot. La Real Fuerza Aérea (RAF, por sus siglas en inglés) también colaboró en el ataque a los puentes. Los británicos enviaron Bristol Blenheims desde los escuadrones 110 y 21. Mientras que el primero perdió dos, del segundo resultaron dañados la mayoría de los bombarderos por el intenso fuego antiaéreo. Por su parte, el Armée de l'air despachó aviones Lioré et Olivier LeO 45, acompañados por 18 Morane-Saulnier MS.406. Los franceses se atribuyeron cinco aviones derribados, frente a un bombardero y cuatro MS.406 que perdieron. Entretanto, los Dornier Do 17 alemanes del Kampfgeschwader 2 asolaron seis Blenheims del Escuadrón 114 de la RAF cuando bombardearon su campo de aviación en Vraux. El Escuadrón 150 de la RAF perdió un avión más en otra incursión.
La Jagdgeschwader 26, comandada por Hans-Hugo Witt, encabezó las operaciones aéreas alemanas y fue responsable de 82 aviones derribados del total que los alemanes se atribuyeron en combates aéreos entre el 11 y el 13 de mayo. Pese al aparente éxito de las unidades alemanas, la batalla aérea no fue unilateral. En la mañana del 11 de mayo, los alemanes perdieron diez Ju 87 ante las fuerzas belgas en el espacio Namur–Dinant. Sin embargo, el 13 de mayo, los alemanes reportaron el debilitamiento de la resistencia aliada aérea en el norte de Bélgica. Por la noche del 11 de mayo, la 3.ª División de Infantería británica, al mando del general Bernard Law Montgomery, alcanzó su posición en el río Dyle en Lovaina. La 10.ª División de Infantería belga hizo lo propio, ocupó la posición y, confundiendo a los británicos con paracaidistas alemanes, los atacaron. Además, los belgas se negaron a ceder el paso, pero Montgomery afirmó haberse salido con la suya al tomar su mando, sabiendo que cuando los alemanes llegaran, los belgas se retirarían.
Alan Brooke, comandante del II Cuerpo británico buscó corregir el tema de la cooperación y lo discutió con el rey Leopoldo. Brooke consideró que se podría llegar a acordar un compromiso. Por su parte, Van Overstraeten, ayudante de campo del rey, aseguró que la 10.ª División de Infantería belga no se movería. En su lugar, los británicos deberían avanzar más al sur. Brooke, que señaló al rey que la división belga se encontraba en el lado equivocado de la línea Gamelin y que estaban expuestos, consideró que Overstaeten ignoraba la situación y las disposiciones del BEF. Dado que el flanco derecho del BEF recaía en su aliado belga, los británicos ahora dudaban de las capacidades militares de estos últimos. Los aliados tenían también quejas más serías sobre las defensas belgas antitanques de la línea Dyle, que cubrían el espacio Namur–Perwez, que carecía del algún tipo de protección natural. Unos días después de iniciada la invasión, los Cuarteles Generales descubrieron que los belgas había colocado sus defensas antitanques (defensas de Cointet) varios kilómetros al este del Dyle entre Namur–Perwez.
La captura del Eben-Emael permitió a los alemanes avanzar los Panzers del 6.º Ejército, sobrepasar Tongeren y hallarse en posición de extenderse al sur, amenazando las posiciones enemigas del canal Alberto y Lieja. Ante esa circunstancia, habiendo defendido por 36 horas la orilla oeste del canal Alberto y arriesgándose a quedar rodeados por los alemanes, las divisiones de infantería belgas 4.ª y 7.ª se retiraron. Por la tarde del 11 de mayo, el comando belga replegó sus tropas por detrás de la línea Namur–Amberes. Al día siguiente, el Primer Ejército Francés llegó a Gembloux, para cubrir el «espacio Gembloux», un área llana desprovista de trincheras o posiciones (defensivas) preparadas.
El Séptimo Ejército Francés, ubicado en el flanco norte de la línea belga, protegía el eje Brujas–Gante–Ostende y, cubriendo los puertos marítimos, avanzó rápidamente hacia Bélgica y Países Bajos. El 11 de mayo, llegó a Breda. Sin embargo, le fue imposible unirse al Ejército Neerlandés debido a que los paracaidistas alemanes habían derruido el puente Moerdijk en el río Hollands Diep, al sur de Róterdam. Los neerlandeses se retiraron al norte hacia Róterdam y Ámsterdam. Por lo tanto, el Séptimo Ejército avanzó al este y se encontró con la 9.ª División Panzer en Tilburgo, cerca de 20 kilómetros al este de Breda. El combate, que incluyó ataques aéreos de la Luftwaffe, resultó en la retirada de los franceses a Amberes —más tarde, colaboraron en la defensa de la ciudad—. Ante la amenaza que representaba para su cabeza de puente en Moerdijk, la Luftwaffe consideró una prioridad atacar la vanguardia del Séptimo Ejército en los Países Bajos. Los Kampfgeschwader 40 y 54, apoyados por aviones Ju 87, ayudaron a hacerlos retroceder. Igualmente, el temor de que los refuerzos aliados llegaran a Amberes forzó a la Luftwaffe a cubrir el estuario del Escalda. El Kampfgeschwader 30 hundió dos cañoneros y tres destructores neerlandeses y daño severamente dos destructores de la Marina Real británica. Sin embargo, en general, el bombardeo tuvo efectos limitados.

### 12-14 de mayo: batallas en la planicie central belga

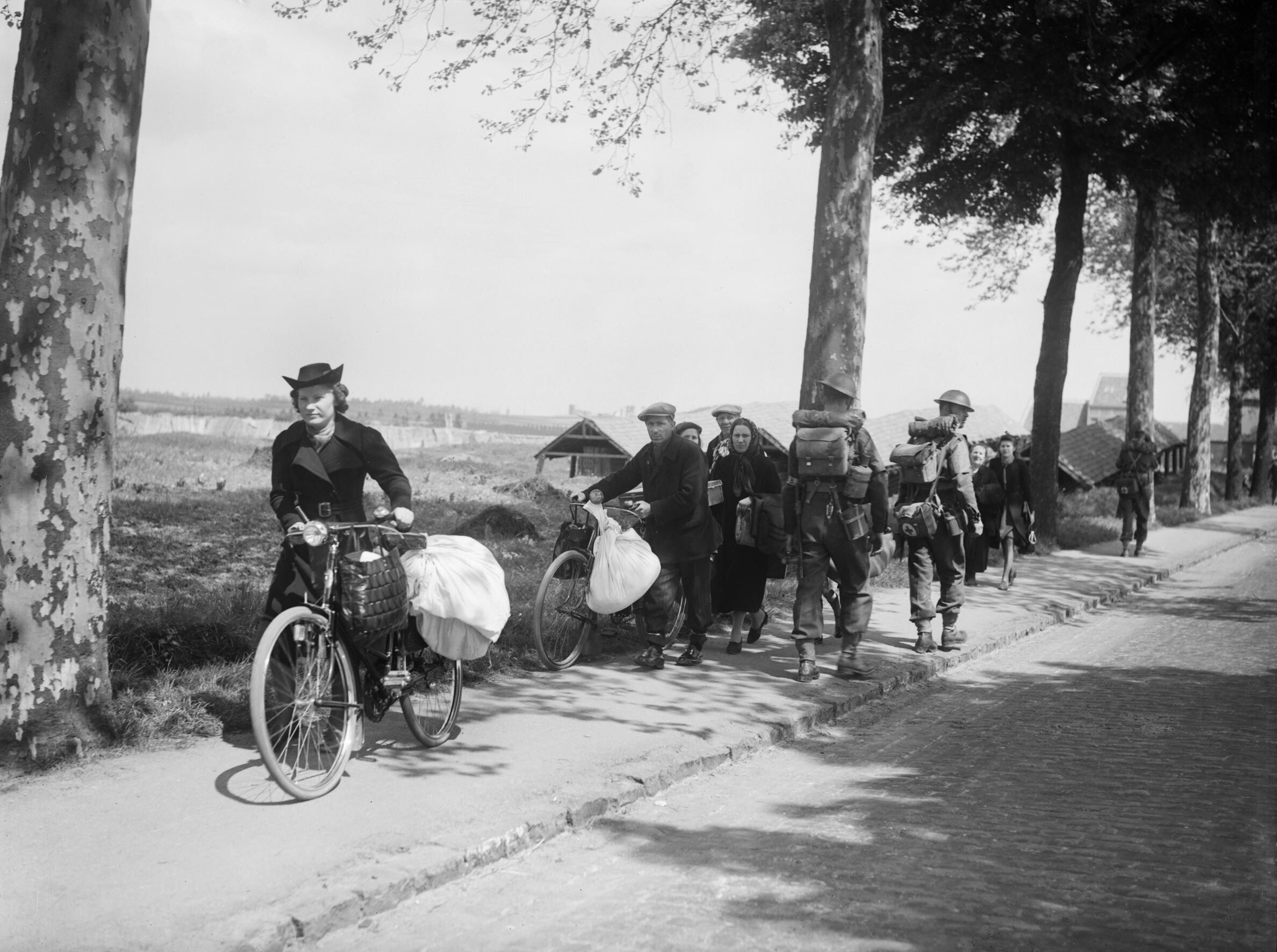
Civiles belgas huyen del avance alemán, 12 de mayo.

Durante la madrugada del 11 y 12 de mayo, los belgas se retiraron hacia la línea Dyle y realizaron una serie de demoliciones y maniobras de retaguardia a lo largo de Tongeren. Por la mañana del 12 de mayo, el rey Leopoldo, el general van Overstraeten, Édouard Daladier, el general Alphonse Georges (comandante del Primer Grupo de Ejércitos Aliados, conformado por el BEF, y el Primer, Segundo, Séptimo y Noveno Ejércitos Franceses), el general Gaston Billotte (coordinador de los Ejércitos Aliados) y el general Henry Pownall, el jefe de Estado de Vereker Gort, tomaron parte en una reunión militar cerca de Mons. Se acordó que el Ejército Belga se ocuparía de la línea Amberes–Lovaina, mientras que los aliados serían los responsables de defender los extremos norte y sur del país.
El III Cuerpo belga, y su 1.ª División de Chasseurs Ardennais y 2.ª y 3.ª de Infantería, se retiraron de las fortificaciones de Lieja y evitaron ser rodeados por los alemanes. El Regimiento de la Fortaleza de Lieja permaneció atrás para interrumpir las comunicaciones alemanas. Más al sur, la fortaleza de Namur, manejada por la 5.ª División de Infantería y la 2.ª División de Chasseurs Ardennais, apoyadas por la 12.ª División de Infantería francesa, participaron en acciones para retrasar el avance enemigo y contribuyeron con múltiples trabajos de destrucción mientras protegían la posición. En lo que a los belgas se refería, habían cumplido con la única misión independiente que les había sido asignada: defender la línea Lieja–Canal Alberto el tiempo suficiente para que las fuerzas aliadas llegaran a reforzar a las tropas que ocupaban la línea Namur–Amberes–Givet. Durante el resto de la campaña, los belgas ejecutaron sus operaciones de acuerdo con el plan aliado.
Los soldados belgas llevaron a cabo maniobras de retaguardia, mientras que otras unidades belgas ubicadas en la línea Dyle trabajaron para organizar mejores posiciones defensivas en el espacio Lovaina–Amberes. El 2.º Régiment des Guides, la 2.ª División de Ciclistas Carabineros y las 2.ª División de Caballería belgas cubrieron la retirada de la 4.ª y 7.ª divisiones belgas y se distinguieron en las batallas de Tirlemont y Halen.
En apoyo de las fuerzas belgas en el área, los británicos y franceses llevaron a cabo operaciones aéreas defensivas en las zonas de Tirlemont y Lovaina. La RAF Advanced Air Striking Force envió a la batalla a los escuadrones 3.º, 504.º, 79.º, 57.º, 59.º, 85.º, 87.º, 605.º y 242.º. Los aviones aliados se enfrentaron a los de las Jagdgeschwader 1, 2, 26, 27 y 3. También estuvieron involucrados Messerschmitt Bf 110 de la Zerstörergeschwader 26 y las unidades de bombarderos Lehrgeschwader 1 y 2 y Kampfgeschwader 27. En Bélgica y Francia, el día fue un desastre para los británicos: fueron derribados 27 Hurricanes. Ante el retiro de la principal línea defensiva, ahora apoyada por los Ejércitos Británico y Francés, el rey Leopoldo dio un discurso para apoyar la moral tras las derrotas en el canal Alberto:

Soldados

El Ejército Belga, embestido brutalmente por un ataque sorpresa sin precedentes y luchando con fuerzas mejor equipadas y aventajadas con una formidable fuerza aérea, ha realizado por tres días complejas operaciones, cuyo éxito es de importancia máxima para la conducción general de la batalla y para el resultado de la guerra. Estas operaciones necesitan esfuerzos excepcionales de todos nosotros —soldados y oficiales—, prolongados día y noche y a pesar de que la tensión moral es llevada hasta sus límites a la vista de las devastaciones causadas por un despiadado invasor.

Sin importar qué tan dura sea la prueba, ustedes la superarán con gallardía. Nuestra posición mejora a cada hora; se estrechan nuestras filas. En los cruciales días venideros, ustedes unirán sus energías y harán sacrificios para detener la invasión. Al igual que en 1914 en Yser, las tropas británicas y francesas cuentan con ustedes: la seguridad y el honor del país están en sus manos.
Leopoldo

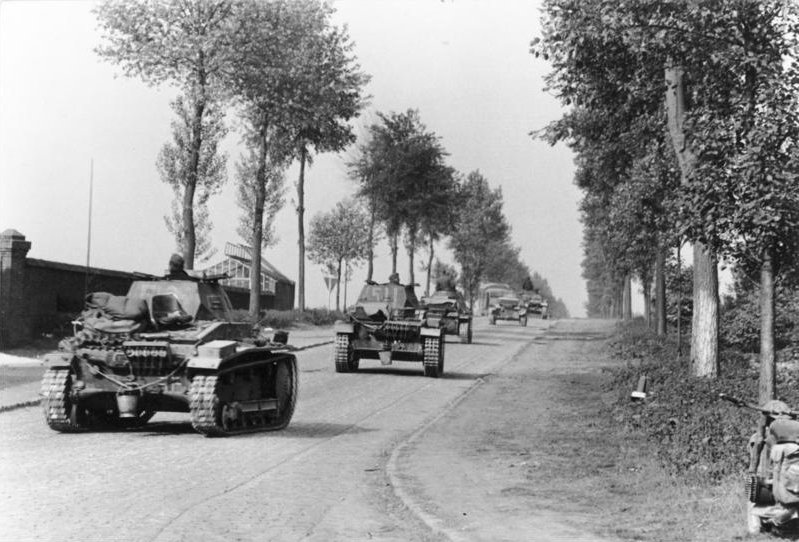
Tanques alemanes Panzer II en Bélgica occidental, mayo de 1940.

Para los aliados, fue una decepción la fracasada defensa que los belgas hicieron de sus fronteras orientales (se pensaba que serían capaces de resistir por dos semanas). Los jefes de Estado mayor aliados buscaron evitar enfrentarse en una batalla móvil sin contar con defensas fortificadas hasta las que retroceder y esperaban que la resistencia belga durara el tiempo suficiente para permitir que se estableciera una línea defensiva. Sin embargo, un breve momento de calma en el frente del Dyle el 11 de mayo permitió a los ejércitos aliados ocupar sus posiciones. Mientras que la caballería aliada ya se encontraba en su lugar, la infantería y la artillería se acercaban lentamente al frente vía ferrocarril. Aunque no lo sabían, las fuerzas aliadas y el Ejército Belga eran superiores en número y potencia de fuego al 6.º Ejército de Walter von Reichenau.
En la mañana del 12 de mayo, la Real Fuerza Aérea y la Armée de l'Air ejecutaron, en respuesta a la presión y necesidad de los belgas, múltiples ataques aéreos en los puentes de Maastricht y Meuse para detener el avance alemán. En total, los aliados habían realizado 74 misiones de combate desde el 10 de mayo. El mismo 12 de mayo, los franceses perdieron 11 de sus 18 bombarderos Breguet 693 y la RAF Advanced Air Striking Force, la mayor fuerza de bombarderos aliada, disminuyó de 135 a 72 aviones. Durante las siguientes 24 horas, se suspendieron las misiones debido a que las defensas alemanas eran demasiado fuertes.
Por su parte, en su diario de guerra el XIX Cuerpo alemán resumió la situación a las 20:00 del 14 de mayo señalando que:

Todavía no se completa el puente militar en Donchery debido al intenso fuego de artillería y a los prolongados ataques con bombarderos en el punto de conexión... A lo largo del día, las tres divisiones han enfrentado constantes ataques aéreos —especialmente en los puntos de cruce y conexión—. Nuestra cobertura de cazas es deficiente. Siguen sin tener éxito nuestras solicitudes [de mayor protección con cazas].

Las operaciones de la Luftwaffe incluyeron una nota que hacía referencia a la «enérgica actividad de cazas enemigos, que impide en gran medida nuestra exploración». No obstante, los bombarderos de la RAF recibieron una protección inadecuada ante la fuerza de los alemanes. En total, se perdieron 45 de los 109 Fairey Battles y Bristol Blenheims que atacaron las columnas y las comunicaciones enemigas en el área del Sedán. El 15 de mayo, se redujo significativamente el bombardeo diurno. En esa ocasión, de los 23 aviones en acción, cuatro no regresaron. Igualmente, debido a la presencia de cazas aliados, en el diario de XIX Cuerpo alemán se afirmó que «los Cuerpos ya no tienen a sus disposición su propia exploración de largo alcance... [Los escuadrones de reconocimiento] ya no están en posición de llevar a cabo exploraciones extensas dado que, a causa de las bajas, más de la mitad de sus aviones no están disponibles».

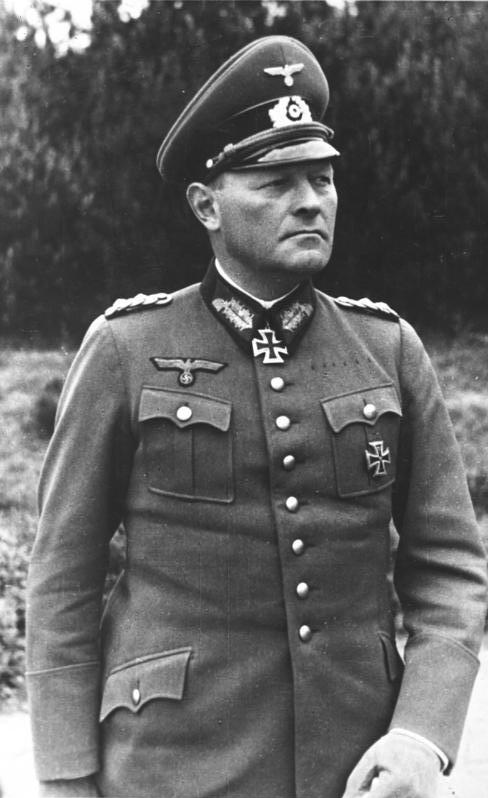
El general Erich Hoepner comandó el XVI Cuerpo de Ejército en la batalla de Hannut y la ofensiva del espacio Gembloux.

El 12 de mayo, dio inicio la batalla de Hannut (12-14 de mayo). Mientras que el Grupos de Ejércitos A alemán avanzaba por las Ardenas belgas, el 6.º Ejército lanzó una operación ofensiva hacia el espacio Gembloux, una zona no fortificada y carente de trincheras en la principal línea defensiva belga. El espacio se extendía desde el extremo sur de la línea Dyle, desde Wavre al norte, hacia Namur en el sur, entre 20 y 30 kilómetros. Luego de atacar la saliente de Maastricht y derrotar las defensas belgas en Lieja, lo que forzó al I Cuerpo belga a retirarse, el XVI Cuerpo Motorizado Panzer del 6.º Ejército, al mando del general Erich Hoepner, inició la ofensiva al área, en donde los franceses erróneamente esperaban el principal avance alemán.

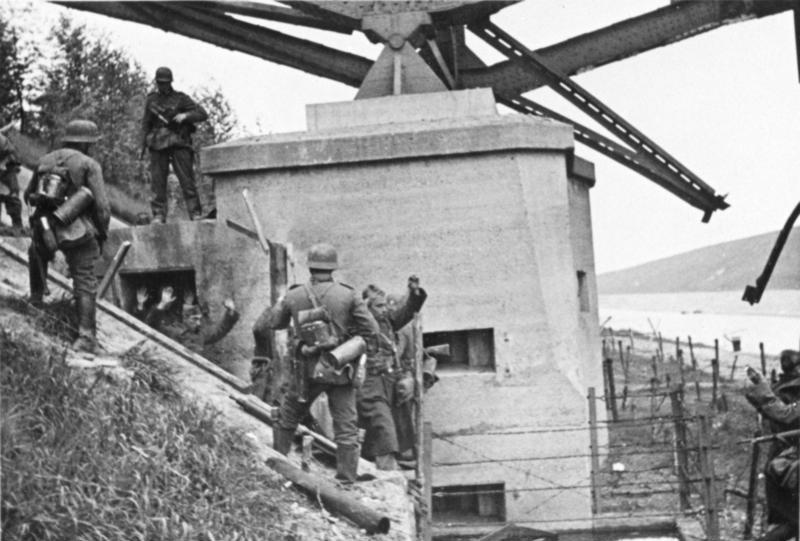
Captura de un búnker defendiendo un puente sobre el canal Albert

El espacio estaba defendido por el Primer Ejército Francés, que contaba con seis divisiones de élite (incluidas las Divisiones Mecanizadas Ligeras 2.ª y 3.ª). El Cuerpo de Caballería Prioux, comandado por René Prioux, debía avanzar 30 kilómetros después de la línea (este) para proveer una protección ante el movimiento. Por su parte, las Divisiones Blindadas 1.ª y 2.ª debían trasladarse a la retaguardia del Primer Ejército para defender sus líneas principales. El Cuerpo de Caballería estaba encargado de ocupar una línea defensiva en el eje Tienen–Hannut–Huy y retrasar el avance alemán en Gembloux y Hannut hasta que los principales elementos del Primer Ejército llegaran a Gembloux y se atrincheraran.
El 12 de mayo, el Cuerpo Panzer de Hoepner y el de Caballería de Prioux chocaron de frente cerca de Hannut. Mientras que las divisiones alemanas contaban con 623 tanques, los franceses tenían 415 —176 Somua S-35 y 239 Hotchkiss H-35— y un número considerable de Renault AMR-ZT-63. Los R35 eran equivalente o superiores a los Panzer I y II en términos de armamento. Lo mismo sucedía con los más de 90 vehículos blindados Panhard 178 del Ejército Francés, cuyo cañón principal de 25 mm podía penetrar el blindaje de los Panzer IV. Por su parte, los alemanes contaban con 73 Panzer III y 52 Panzer IV, además de 486 Panzer I y II, cuyo valor de estaba puesto en dudo dadas las bajas sufridas en la campaña polaca.
Las fuerzas alemanas lograron comunicarse por radio durante la batalla, trasladaron inesperadamente su punto de mayor esfuerzo y practicaron tácticas de armas combinadas, mientras que el despliegue táctico francés fue un vestigio rígido y linear de la Primera Guerra Mundial. Los tanques franceses, por su parte, carecían de radios y, regularmente, los comandantes debían apearse para dar las órdenes. Pese a las desventajas en blindaje, los alemanes lograron la delantera durante la mañana del 12 de mayo, rodeando a múltiples batallones franceses. No obstante, con su poder de combate, la 2.ª División francesa logró derrotar a los alemanes que protegían las bolsas y liberaron las unidades atrapadas. Al contrario a lo que señalaban los reportes alemanes, los franceses vencieron en el primer día, impidiéndole a la Wehrmacht abrirse camino hacia Gembloux o apoderarse de Hannut. En su primer día, el resultado de la batalla fue:

Fue catastrófico el efecto en los tanques ligeros alemanes. Prácticamente, todas las armas francesas superiores a los 25 mm penetraron el [blindaje de entre] 7 [y] 13 mm de los Panzer I. Aunque el destino de los Panzer II fue un poco mejor, especialmente para aquellos con un blindaje incrementado desde la campaña belga, sus bajas fueron altas. Tal era la frustración de las tripulaciones en los Panzer ligeros, ante las máquinas francesas mejor blindadas, que algunos recurrieron a medidas desesperadas. Se habló de un comandante alemán que trató de subir encima de un Hotchkiss H-35 con un martillo, presuntamente para destrozar los periscopios de la máquina, pero cayó y fue aplastado por las orugas del tanque. Ciertamente, al final del día, Prioux tenía razón al afirmar que sus tanques habían sido superiores. El campo de batalla alrededor de Hannut estaba cubierto de tanques destruidos, principalmente Panzer alemanes y de ellos una gran mayoría de Panzer I y II.

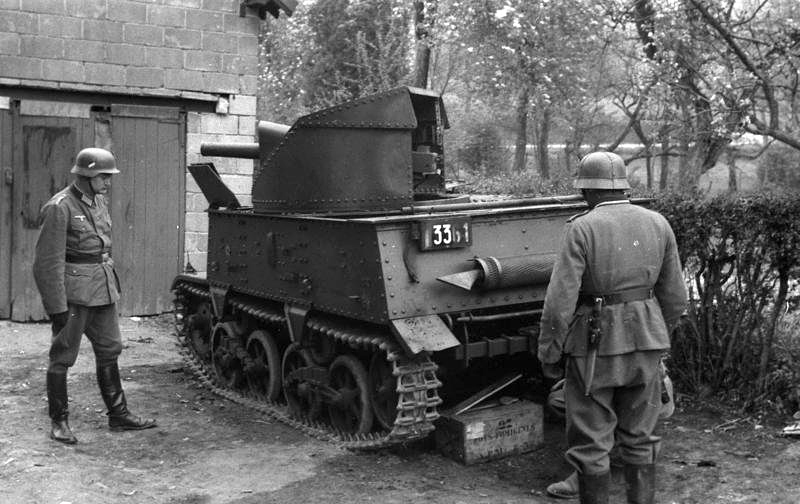
Soldados alemanes inspeccionan un cazacarros belga T-13 abandonado.

Al día siguiente, el 13 de mayo, los franceses estaban arruinados por su pobre despliegue táctico. Situaron sus vehículos blindados en una estrecha línea entre Hannut y Huy, dejando sin protección su profundidad, lo que, en primer lugar, había sido el objetivo de enviar los blindados al espacio Gembloux. Por lo anterior, Hoepner tuvo una oportunidad de realizar un ataque contra las divisiones ligeras francesas y conseguir un avance en ese sector. Además, al no contar con reservas detrás del frente, los franceses perdieron la oportunidad de contratacar. El Cuerpo Panzer aventajó a la 2.ª División francesa desde su flanco izquierdo. El III Cuerpo belga, retirándose de Lieja, ofreció su apoyo al frente francés, pero su oferta fue rechazada.
Entre el 12 y 13 de mayo, la 2.ª División francesa no perdió ningún vehículo blindado de combate, pero la 3.ª División sí perdió 30 SOMUA y 75 Hotchkisses. Por su parte, los franceses acabaron con 160 tanques alemanes. No obstante, dado que el despliegue linear permitió el avance alemán en un punto, el campo de batalla entero tuvo que ser abandonado. Los alemanes repararon casi tres cuartas partes de sus tanques: 49 destruidos y 111 reparados. Además, 60 de sus hombres murieron y 80 más resultaron heridos. En resumen, los franceses perdieron 105 tanques frente a 160 alemanes en la batalla de Hannut. Realizada la misión táctica, Prioux se retiró.

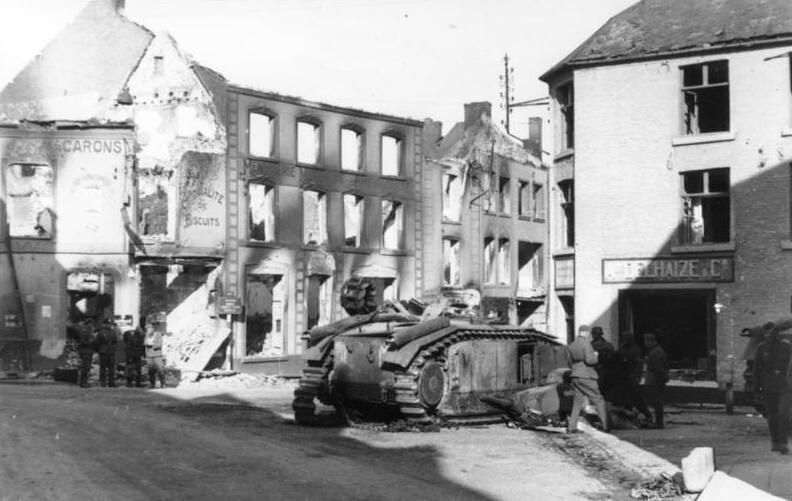
Tanques franceses destruidos en Beaumont, 16 de mayo.

Posteriormente, Hoepner persiguió a los franceses. Sin embargo, no esperó a que sus divisiones de infantería lo alcanzaran y, en su lugar, confió en continuar empujando a sus enemigos y negarles el tiempo de construir una línea defensiva. Las formaciones alemanas persiguieron a sus enemigos hasta Gembloux. Las columnas francesas sufrieron múltiples pérdidas como resultado de los ataques del Cuerpo Panzer y también les originó serios problemas en su artillería. La cercanía del combate incrementó el riesgo de incidentes de fuego amigo. No obstante, las nuevas defensas antitanques de los franceses y la falta de apoyo de infantería resultó en un ataque frontal de los alemanes a las posiciones enemigas. En la subsiguiente batalla de Gembloux, las dos Divisiones Panzer reportaron fuertes pérdidas el 14 de mayo y se vieron forzadas a lentificar su persecución. En última instancia, se rechazaron los intentos alemanes de capturar Gembloux.
Pese a los numerosos reveses tácticos, operacionalmente los alemanes desviaron al Primer Grupo de Ejércitos Aliado de la zona de las Ardenas. En el proceso, sus fuerzas, junto con la Luftwaffe, lograron mermar el Cuerpo de Caballería de Prioux. Al llegarle las noticias del avance alemán en Sedán, Prioux se retiró de Gembloux. Traspasado el espacio Gembloux, el Cuerpo Panzer y las Divisiones Panzer 3.ª y 4.ª ya no eran requeridos por el Grupo de Ejércitos B y fueron cedidos al Grupo de Ejércitos A. El Grupo B continuó su propia ofensiva para forzar el colapso del frente del Mosa. El Grupo de Ejércitos estaba en posición de avanzar hacia el oeste a Mons, flanquear al BEF y al Ejército Belga encargados del proteger el sector Dyle–Bruselas, o virar al sur para rebasar al Noveno Ejército Francés. En Hannut y Gembloux, los alemanes sufrieron múltiples bajas; la fuerza de la 4.ª División Panzer se redujo a 137 tanques al 16 de mayo, incluidos solamente cuatro Panzer IV. Por su parte, la de la 3.ª se aminoró entre 20 y 25% de su fuerza operacional, mientras que, en el caso de la 4.ª División, entre 40 y 50% de sus tanques no estaban listos para el combate. Aunque los tanques dañados fueron reparados rápidamente, en un inicio, su fuerza fue debilitada en gran medida. El Primer Ejército Francés logró varias victorias defensivas, pero fue forzado a retirarse el 15 de mayo debido a los acontecimientos en otros lugares. Mientras que ellos abandonaron sus tanques en el campo de batalla, los alemanes pudieron recuperarse tranquilamente de sus pérdidas.

### 15-21 de mayo: contrataques y retirada hacia la costa

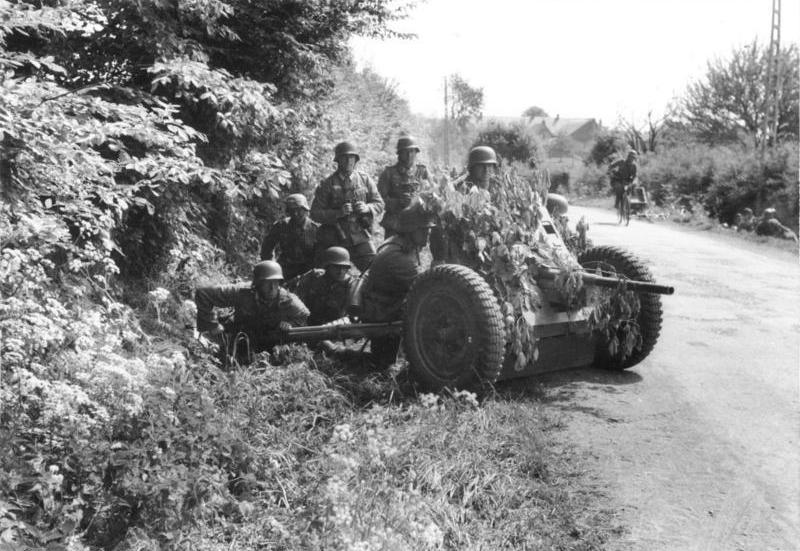
Infantería alemana con un arma antitanque Pak 36 en Bélgica occidental, mayo de 1940.

En la mañana del 15 de mayo, el Grupo de Ejércitos A penetró las defensas de Sedán y quedó libre de dirigirse al canal de la Mancha. Los aliados consideraron una retirada total en tres etapas: en la noche del 16 y 17 de mayo al río Senne, en la noche del 17 y 18 de mayo al río Dendre y en la noche del 18 y 19 de mayo al río Escalda. Sin embargo, los belgas no querían abandonar Bruselas y Lovaina, especialmente dado que la línea Dyle había resistido el embate alemán. En un efecto dominó, el 16 de mayo se ordenó el retiro del Ejército Alemán, la BEF y el Primer Ejército Francés para evitar que las fuerzas armadas alemanas —que avanzaban a través de las Ardenas francesas y Gembloux— sobrepasaran sus flancos del sur. Los belgas resistían al Decimocuarto Ejército Alemán en la línea KW, junto con el Séptimo Ejército francés y las tropas británicas. De no haber sido por el colapso francés en Sedán, los belgas estaban seguros de que habrían podido frenar el avance alemán.
Los franceses y británicos abandonaron la línea Amberes–Namur —y posiciones fuertes— en favor de posiciones improvisadas detrás del Escalda, sin enfrentar ninguna resistencia real. Al sur, el general Deffontaine, del VII Cuerpo belga, se retiró de las regiones de Namur y Lieja, aunque la región de la fortaleza de Lieja había dado una dura resistencia al 6.º Ejército alemán. En el norte, el Séptimo Ejército francés, que se desviaba hacia Amberes luego de la rendición neerlandesa del 15 de mayo, cambió de dirección para apoyar al Primer Ejército. En el centro, el Ejército Belga y la BEF recibieron poca presión alemana. Para el 15 de mayo, el sector de Lovaina, defendido por la 3.ª División Británica, era el único que realmente enfrentaba hostilidades enemigas. Sin embargo, más tarde, la BEF no sufrió una persecución enérgica hacia el Escalda.
Luego de la retirada francesa en el sector norte, los belgas se encargaron de defender la ciudad de Amberes. Cuatro divisiones de infantería (que contenían las divisiones de reserva 13.ª y 17.ª) se enfrentaron a las divisiones de infantería 208.ª, 225.ª y 526.ª del Decimoctavo Ejército alemán. La defensa de la parte norte de la ciudad fue exitosa y retrasó los alemanes al tiempo que se iniciaba la retirada de Amberes el 16 de mayo. Tras una considerable resistencia belga, la rendición de la ciudad se efectuó entre el 18 y 19 de mayo. El 18 de mayo, los belgas se enteraron de la caída del fuerte de Marchovelette de Namur. Suarlee se rindió el 19 de mayo, St. Heribert y Malonne el 21 de mayo y Dave, Maizeret y Andoy el 23 de mayo.

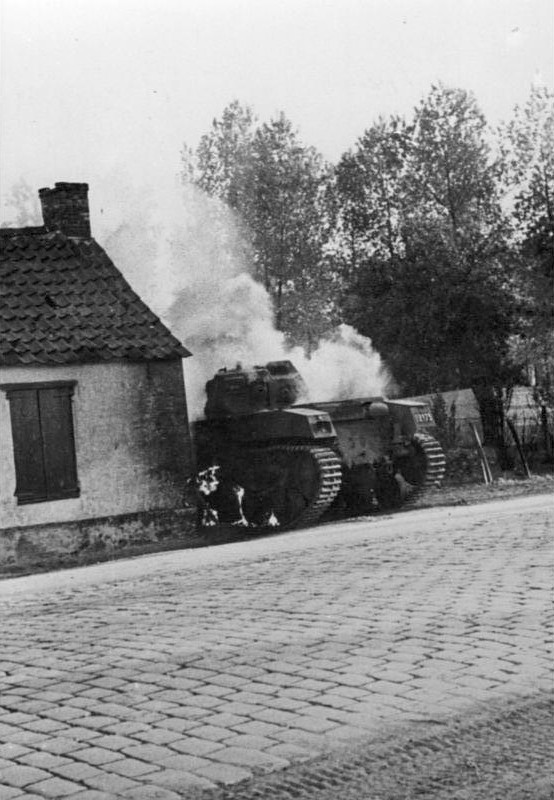
Un AMC 35 belga destruido durante la batalla de Amberes, 19 de mayo.

Entre el 16 y 17 de mayo, británicos y franceses se retiraron detrás del canal Willebroek, a medida que descendía el número de fuerzas aliadas en Bélgica y estas se movían en dirección al empuje alemán en las Ardenas. Luego de algunas ofensivas fallidas, los belgas abandonaron Bruselas y el gobierno se trasladó a Ostende. El 17 de mayo, el Ejército Alemán ocupó la ciudad. Al día siguiente, Hoepner, comandante del XVI Cuerpo alemán, recibió la orden de ceder las divisiones Panzer 3.ª y 4.ª al Grupo de Ejércitos A. Para el 19 de mayo, los alemanes estaban a horas de distancia de las costas francesas. Gort descubrió que los franceses no tenían un plan, reservas o esperanzas de detener el avance alemán. Dado que su posición estaba plenamente comprometida, la BEF consideró abandonar Bélgica y retirarse a Ostende, Brujas o Dunkerque.
No obstante, el Gabinete de Guerra y el Jefe del Estado Mayor Imperial rechazaron las propuesta de retirada y enviaron al general Edmund Ironside para informar a Gort sobre su decisión y ordenarle realizar una ofensiva al suroeste y «atravesar toda oposición» para alcanzar a las «fuerzas francesas principales» en el sur (las fuerzas francesas más fuertes se encontraban en el norte). Se pidió la confirmación del Ejército Belga o, en su lugar, elegir la evacuación, por parte de la Marina Real, de todas las unidades posibles. Los británicos decidieron que, aunque se llevaran a cabo exitosamente «ciertas ofensivas», algunas unidades todavía podrían necesitar evacuación. Por esta razón, ordenaron al almirante Bertram Ramsay reunir un gran número de navíos. Esto fue el comienzo de la Operación Dinamo. Ironside llegó a los Cuarteles Generales Británicos a las 06:00 del 20 de mayo, mismo día en que se cortaron las comunicaciones continentales entre Francia y Bélgica. Cuando Ironside le presentó las propuestas, Gort explicó que era imposible efectuar un ataque. Siete de sus nueve divisiones se encontraban en el Escalda y, aunque fuera posible, su retiro implicaría crear un espacio entre belgas y británicos que los alemanes podrían aprovechar para rodear a los primeros. Además, luego de nueve días de combate, la BEF se quedaba sin munición. Por lo tanto, los esfuerzos principales debían ser de los franceses en el sur.

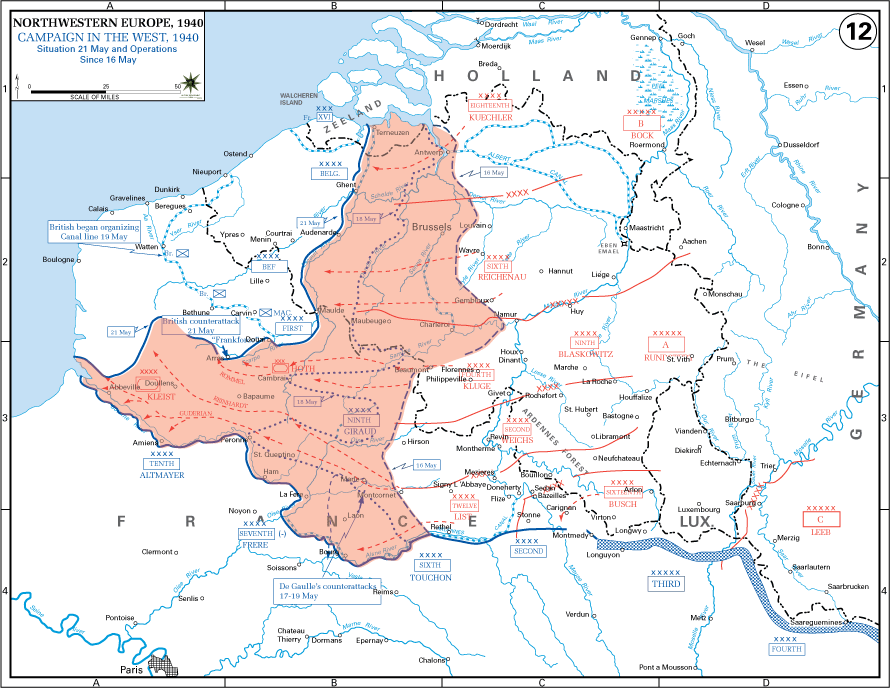
Situación estratégica en Bélgica, 21 de mayo.

Leopoldo III había dejado en claro que los belgas no debían realizar movimientos ofensivos. En lo que a él concernía, el Ejército Belga no podría realizar operaciones ofensivas dado que carecían de tanques y aviones. Únicamente se podría dedicar a la defensa. El rey también indicó que en la Bélgica libre, un área que se encogía rápidamente, había alimento suficiente para dos semanas. Aunque no esperaba que los británicos arriesgaran su propia posición para mantener el contacto con el Ejército Belga, Leopoldo les advirtió que, de persistir en su ofensiva en el sur, los belgas podrían verse sobrepasados y su ejército podría colapsar. Además, sugirió que el mejor recurso era establecer una cabeza de playa que cubriera Dunkerque y los puertos belgas del canal. En última instancia, triunfó la voluntad del Jefe del Estado Mayor Imperial. Gort utilizó dos batallones de infantería y su único batallón armado en el ataque. Pese a tener un éxito táctico inicial, la ofensiva no logró romper la línea defensiva alemana en la batalla de Arrás el 21 de mayo.
Tras este fracaso, se solicitó a los belgas retirarse al río Yser y proteger el flanco izquierdo aliado y las áreas traseras. Sin embargo, el ayudante del rey, el general Overstraten, indicó que no se podría realizar tal movimiento y que implicaría la desintegración del Ejército Belga. En consecuencia, se sugirió otro plan con más ofensivas. Los franceses pidieron a los belgas retirarse al río Lys y a los británicos a la frontera francesa entre Maulde y Halluin. Entonces, los belgas debían extender su frente para liberar más terreno del BEF para el ataque. Más tarde, el Primer Ejército Francés enviaría dos divisiones al flanco derecho. Por su parte, el rey Leopoldo se oponía a tal movimiento, debido a que, con él, se abandonaría prácticamente toda Bélgica, a excepción de una pequeña porción. Por otra parte, el Ejército Belga estaba exhausto y el plan implicaba una enorme tarea técnica que tomaría mucho tiempo completar. En ese momento, belgas y británicos llegaron a la conclusión de que los franceses estaban superados y que, de no emprenderse acciones, los ejércitos aliados, en la bolsa de la frontera franco–belga, serían arrasados. Ya sin confiar en los aliados, los británicos decidieron asegurar la supervivencia del BEF.

### 22-28 de mayo: últimas batallas defensivas

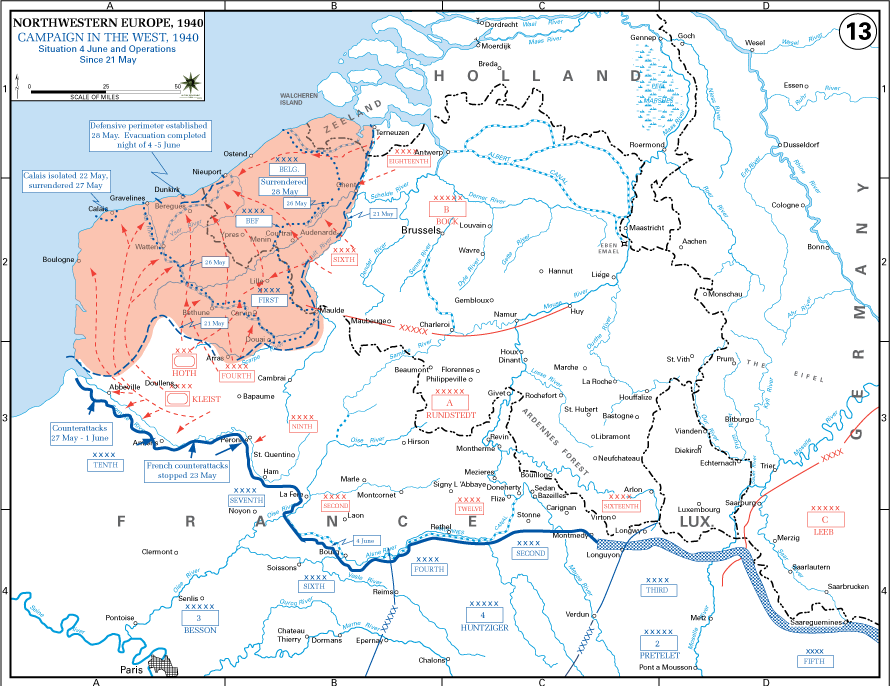
Situación estratégica en Bélgica, después de 21 de mayo.

Al 22 de mayo, el frente de batalla belga se extendía aproximadamente 90 kilómetros de norte a sur, comenzando con los Cuerpos de Caballería en Terneuzen. Los Cuerpos V, II, VI, VII y IV (todos belgas) estaban situados uno al costado del otro. Adicionalmente, dos Cuerpos defendían la costa. Estas formaciones eran quienes, en gran medida, sostenían el frente oriental, puesto que la BEF y las fuerzas francesas se retiraban al oeste para proteger Dunkerque, vulnerable a un asalto alemán. El frente oriental se mantuvo intacto, pero ahora los belgas ocupaban su última posición fortificada en Leie. El I Cuerpo, conformado por dos divisiones incompletas, había tenido mucha participación en los enfrentamientos y su línea era débil. Ese día, Winston Churchill visitó el frente y presionó a los Ejércitos Francés y Británico para que avanzaran desde el noreste. Churchill, que asumió que el Cuerpo de Caballería belga podría apoyar las ofensivas del flanco derecho, envió un mensaje a Gort:
1. El Ejército Belga debe retirarse a la línea del Yser y aguantar allí, las esclusas se abrirán.
2. El Ejército Británico y el Primer Ejército Francés deben atacar al suroeste, en dirección a Bapaume y Cambrai lo más pronto posible, preferentemente mañana, con alrededor de ocho divisiones y con el Cuerpo de Caballería belga a la derecha de los británicos.

No obstante, tal mandato ignoraba el hecho de que el Ejército Belga no se podía retirar al Yser y de que había pocas probabilidades de que la caballería belga se uniera al ataque. El plan de retirada belga era sólido, el río Yser cubría Dunkerque en el este y sur, mientras que el canal La Bassée cubría el oeste. El anillo del Yser acortaba radicalmente el área de operaciones del Ejército Belga. Además, tal movimiento supondría el abandono de Ypres y Passchendaele, la captura de Ostende y una mayor reducción del territorio belga todavía libre.
El 23 de mayo, los franceses trataron de llevar a cabo una serie de maniobras ofensivas contra la línea defensiva alemana en el eje Ardenas–Calais, pero no lograron victorias significativas. Mientras tanto, en el frente belga, los belgas, presionados, se retiraron un poco más y, ese día, los alemanes capturaron Terneuzen y Gante. El traslado de combustible, alimentos y municiones también supuso un problema. La superioridad aérea de la Luftwaffe dificultó las labores logísticas. Solo era posible solicitar apoyo aéreo vía radio y, dado que la RAF operaba desde bases aéreas en el sur de Inglaterra, la comunicación era complicada. Los franceses negaron a los belgas el uso de las bases en Dunkerque, Bourbourg y Gravelinas, inicialmente puestas a su disposición. Por lo tanto, los belgas se vieron forzados a limitarse al uso de sus puertos restantes en Nieuwpoort y Ostende.
Churchill y Maxime Weygand, quien relevó a Gamelin, estaban determinados a romper la línea alemana y liberar sus fuerzas hacia el sur. El 24 de mayo, cuando le comunicaron sus intenciones al rey Leopoldo y a van Overstraten, este último se mostró anonadado. Se comenzaba a abrir un espacio peligroso entre belgas y británicos en Ypres y Menem, que ponía en riesgo lo que restaba del frente belga. Los belgas eran incapaces de cubrirlo, puesto que realizar un movimiento así los superaba. Sin consultar a los franceses o pedir permiso a su gobierno, Gort ordenó decisiva e inmediatamente a las divisiones de infantería 5.ª y 50.ª que cubrieran el espacio y abandonaran todas las operaciones ofensivas más al sur.

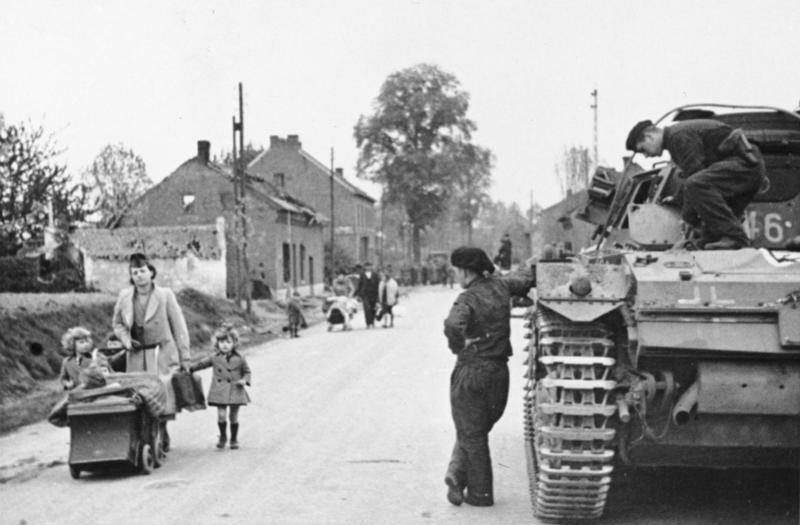
Tropas alemanas observan a refugiados belgas huyendo de la guerra.

Por la tarde del 24 de mayo, von Bock lanzó cuatro divisiones, del 6.º Ejército de Reichenau, contra la posición del IV Cuerpo belga en el área de Cortrique durante la batalla del río Lys. Pese a la feroz resistencia enemiga, los alemanes lograron cruzar el río durante la noche y consiguieron penetrar una milla a lo largo de un frente de trece millas entre Wervik y Cortrique. Superiores en número, los alemanes ganaron la cabeza de puente. No obstante, los belgas les ocasionaron múltiples bajas y obtuvieron diversas victorias tácticas. Las Divisiones de Infantería 1.ª, 3.ª, 9.ª y 10.ª, actuando como refuerzos, contratacaron varias veces y capturaron 200 prisioneros alemanes. Posteriormente, la Luftwaffe efectuó fuertes ataques contra la infantería y artillería belgas, forzando su retirada. Los belgas culparon a los franceses y británicos por no proveer apoyo aéreo. La cabeza de puente alemana expuso peligrosamente el flanco oriental de la 4.ª División de Infantería de la BEF. A manera de defensa improvisada, Montgomery envió varias unidades de la 3.ª División de Infantería.
Un punto fundamental del «plan Weygand», y el argumento del gobierno británico y del Ejército Francés para defender su propuesta del avance hacia el sur, fue la retirada de las fuerzas para completar la ofensiva que había permitido al Ejército Belga extenderse demasiado y que fue instrumento de su colapso. Se forzaba a cubrir las áreas defendidas por la BEF para permitir que esta última se involucrara en la ofensiva. Tal colapso podría haber resultado en la pérdida de los puertos del canal detrás del frente aliado, produciendo un embolsamiento completo. Por otra parte, la BEF podría haber sido más útil, para aliviar la presión sobre los belgas, al contratacar el flanco izquierdo de von Bock al tiempo que estos atacaban la posición fortificada británica en Kortrijk. El Alto Mando belga mandó al menos cinco peticiones a los británicos para que efectuaran un ataque al vulnerable flanco izquierdo alemán, entre el Escalda y el Leie, para evitar un desastre.
En este sentido, el almirante Roger Keyes envió el siguiente mensaje al Cuartel General:

Van Overstraten está ansioso por un fuerte contrataque británico. Podría ayudar a recuperar la situación, sea en el norte o sur de Leie. Los belgas esperan un ataque en el frente de Gante mañana. Los alemanes ya cuentan con una cabeza de puente al oeste de canal de Eecloo. No hay duda alguna sobre la retirada belga hacia Yser. Un batallón en marcha al noreste de Ypres fue prácticamente eliminado por un ataque con sesenta aviones. La retirada por carreteras sin apoyo aéreo adecuado es muy costosa. Todos sus suministros se hallan al este del Yser. Esto indica que se debe realizar un intento de restaurar la situación en Leie por medio de un contrataque británico y la oportunidad para llevarlo a cabo podría durar solamente unas pocas horas.

Sin embargo, ese ataque nunca se realizó. Los alemanes trasladaron nuevas reservas para cubrir el espacio (Menen–Ypres), lo que casi aisló a los belgas de los británicos. Las Divisiones de Caballería 2.ª, 6.ª y 10.ª lograron, sin embargo, frustrar las tentativas alemanas de aprovechar el espacio a profundidad. Aun así, la situación seguía siendo crítica. El 26 de mayo, inició oficialmente la Operación Dinamo, la evacuación al Reino Unido de grandes contingentes de tropas británicas y francesas. Para ese momento, la Marina Real ya había retirado 28 000 tropas británicas no combatientes. Además, era un hecho la rendición de la ciudad de Boulogne-sur-Mer y la de Calais era inminente. Por lo tanto, Dunkerque, Ostende y Zeebrugge eran los únicos puertos utilizables para la evacuación. No obstante, el avance alemán dejó poco tiempo a Ostende. Al oeste, el 27 de mayo, el Grupo de Ejércitos A llegó a Dunkerque y, ubicado a 6.4 kilómetros de su centro, tenía el puerto dentro del alcance de su artillería.
El 26 de mayo, el Ejército Belga se retiró de la línea Leie y las ciudades de Nevele, Vynckt, Tielt e Izegem —al centro y oeste del frente de Leie— ya se habían rendido. En el este, los alemanes llegaron a los alrededores de Brujas y capturaron Ursel. Al oeste, se rompió la línea Menen–Ypres en Kortrijk y los belgas ahora utilizaban vagones de ferrocarril como defensas antitanques en la línea Ypres–Passchendaele–Roeselare. Más al oeste, la BEF se retiró al norte de Lille, justo sobre la frontera francesa, y se enfrentó a la posibilidad de que se formara un espacio entre ellos y el flanco sur de los belgas, en el eje Ypres–Lille. El mismo día, los británicos se retiraron al puerto de Dunkerque, dejando expuesto el flanco noreste del Primer Ejército Francés, cerca de Lille. Los alemanes también avanzaron y rodearon la mayor parte de las tropas francesas. Tanto Gort como el general Henry Pownall, su jefe de Estado, aceptaron que su retirada significaría la destrucción del Primer Ejército Francés, algo de lo que serían culpados.
Los combates del 26 y 27 de mayo dejaron al Ejército Belga al borde del colapso. Sin embargo, aún mantenían las líneas Ypres–Roeselare, al oeste, y Brujas–Thelt, al este. No obstante, el 27 de mayo, colapsó el frente central en el sector Izegem–Thelt, dejando libre el paso para el avance alemán al este, para tomar Ostende y Brujas, o al oeste, para capturar los puertos de Nieuport o De Panne, en las profundidades de la retaguardia aliada. Para este punto, los belgas habían agotado todos los medios disponibles de resistencia. La desintegración del Ejército Belga (y su frente) acarreó múltiples acusaciones erróneas de los británicos. En realidad, en numerosas ocasiones, los belgas resistieron después de las retiradas británicas. Un ejemplo fue la línea del Escalda, donde relevaron a la 4.ª División de Infantería británica, permitiendo que estos se retirasen a través de sus líneas. A pesar de ello, Gort y Pownall se enfurecieron ante la rendición del rey belga, el 28 de mayo, y consideraron que esa decisión minaba el esfuerzo de guerra. Se reportó que, cuando se le preguntó si algún belga sería evacuado, Pownall respondió «No nos importa un carajo lo que le suceda a los belgas».

## Rendición de Bélgica

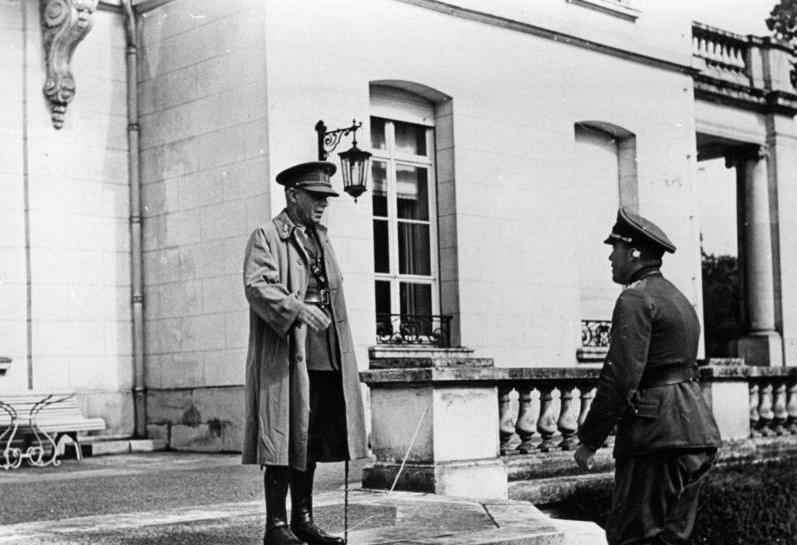
Negociación de la capitulación belga.

El Ejército Belga, carente de reservas, estaba limitado desde Cadzand a Menen, en el sur, y de Menin a Brujas, en el este. A excepción de unas cuantas misiones de combate de la RAF, el espacio aéreo estaba bajo control de la Luftwaffe. Los belgas reportaron ataques contra todos los objetivos, resultando en bajas. Además, ya no había obstáculos naturales entre ellos y los alemanes; la retirada no era factible. Dado que la Luftwaffe destruyó la mayor parte de las vías de ferrocarril a Dunkerque solo restaban tres carreteras: Brujas–Torhout–Dixmuda, Brujas–Gistel–Nieuport y Brujas–Ostende–Nieuport. Para los belgas era imposible emplear tales ejes como vía de retirada, puesto que acarrearían una gran cantidad de bajas debido a la superioridad aérea alemana. Por su parte, el suministro de agua, gas y electricidad estaba dañado e interrumpido. Los canales, drenados, fueron empleados como depósito para las municiones y alimentos restantes. El área cubierta remanente comprendía solo 1700 kilómetros cuadrados y en ella se encontraban alrededor de tres millones de personas, entre militares y civiles. Bajo estas circunstancias, el rey Leopoldo consideró fútil cualquier resistencia y en la tarde del 27 de mayo solicitó un armisticio.
El mismo día, Churchill envió un mensaje a Keyes en el que dejó en claro su opinión respecto a esa solicitud:

La embajada belga asume, a partir de la decisión del rey de quedarse, que él considera perdida la guerra y que contempla [una] paz por separado. Esto con el fin de disociarse del gobierno constitucional belga restablecido en suelo extranjero. Aunque el Ejército Belga tenga que deponer las armas, hay al menos 200 000 belgas en edad militar en Francia y Bélgica tiene más recursos con los que resistir que los que tenía en 1914. Por la presente decisión, el rey divide la nación y se la entrega a la protección de Hitler. Por favor, expresa estas consideraciones al rey y recalca las desastrosas consecuencias, para los Aliados y para Bélgica, que tendrá su decisión.

Durante la noche, la Marina Real evacuó los Cuarteles Generales de Middelkerke y Sint-Andries, al este de Brujas. Leopoldo III y su madre, Isabel Gabriela de Baviera, permanecieron en Bélgica, en lo que fueron cinco años de cautiverio autoimpuesto. Ante el consejo de su gobierno de establecer un gobierno en el exilio, Leopoldo replicó «He decidido quedarme. La causa de los Aliados está perdida». La rendición de Bélgica se efectuó a las 04:00 del 28 de mayo. Británicos y franceses acusaron a los belgas de traición a la alianza. En París, el primer ministro, Paul Reynaud, denunció la rendición de Leopoldo y, el primer ministro belga, Hubert Pierlot, informó que el rey había tomado su decisión pese al consejo unánime de su gobierno. Como resultado, el rey perdió la posición de gobernar. El gobierno belga en el exilio se estableció en París (más tarde se trasladó a Londres tras el colapso de Francia) y continuó con la lucha. La molestia principal era que los belgas no habían informado que su situación era tan seria como para capitular. No obstante, tales quejas estaban poco justificadas. Los aliados sabían (y lo admitieron en privado el 25 de mayo por medio de un contacto con los belgas) que los belgas estaban al borde del colapso.
Luego de la tenaz defensa de la campaña belga que Roger Keyes presentó al gabinete el 28 de mayo, se reservó oficialmente la respuesta británica y Churchill. Ministros franceses y británicos calificaron de traicioneras las acciones de Leopoldo. No obstante, desconocían la realidad del asunto: el rey no firmó un acuerdo con Hitler para formar un gobierno colaboracionista, sino una rendición incondicional como comandante en jefe de las Fuerzas Armadas de Bélgica.

## Bajas

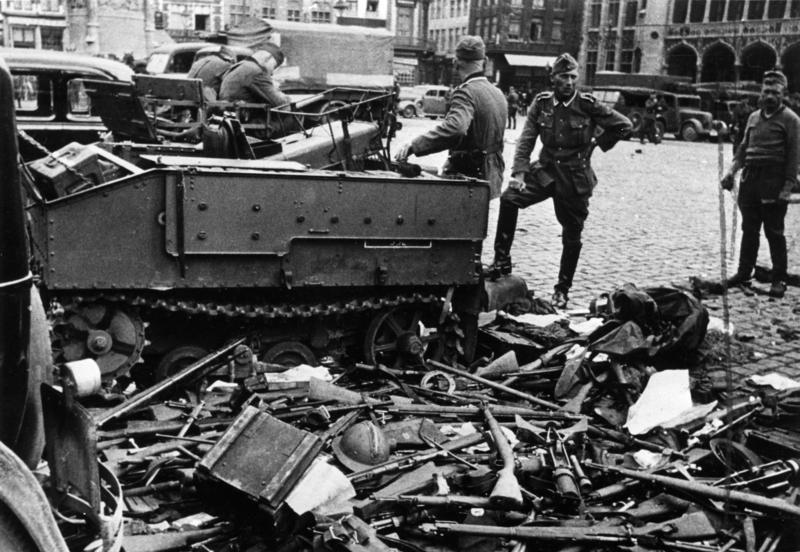
Soldados alemanes apilan armas belgas tras la rendición.

### Bélgica
- Muertos en acción: 6093 y 2000 prisioneros belgas muertos en cautiverio.[3]
- Desaparecidos: más de 500[3]
- Capturados: 200 000[4]
- Heridos: 15 850[4]
- Aviones destruidos: 112[64]

### Francia

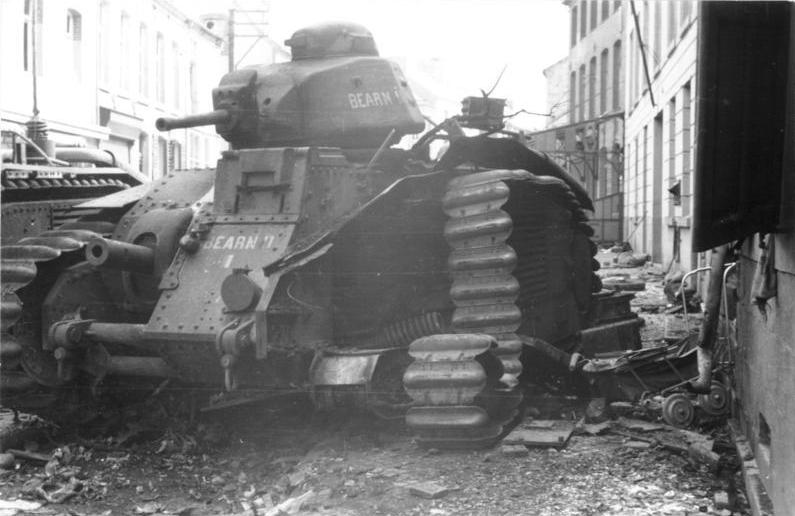
Un tanque francés Char B1 destruido en Beaumont.

Se desconocen las bajas de la Batalla de Francia, pero los franceses sufrieron las siguientes a lo largo de la campaña occidental (10 de mayo al 22 de junio):
- Muertos en acción: 90 000[141]
- Heridos: 200 000[141]
- Prisioneros de guerra: 1 900 000[141]
- Aviones destruidos: 264 (12 al 25 de mayo) y 50 (26 de mayo al 1 de junio).[6]

### Reino Unido
Se desconocen las bajas de la Batalla de Francia, pero los británicos sufrieron las siguientes a lo largo de la campaña occidental (10 de mayo al 22 de junio):
- 68 111 muertos en acción, heridos o capturados.[142]
- 64 000 vehículos destruidos o abandonados.[142]
- 2472 armas destruidas o abandonadas.[142]
- Las pérdidas de la RAF a lo largo de la campaña (10 de mayo al 22 de junio) llegaron a los 931 aviones 1526 bajas. Se desconoce el número de bajas al 28 de mayo.[142] El total de pérdidas británicas en el aire fue de 344 (12 al 25 de mayo) y 138 (26 de mayo al 1 de junio).[6]

### Alemania
El informe del Oberkommando der Wehrmacht sobre las operaciones en el oeste del 10 de mayo al 4 de junio (Zusammenfassender Bericht des Oberkommandos der Wehrmacht über die Operationen im Westen vom 10. Mai bis 4. Juni) informó de:
- Muertos en acción: 10 232 oficiales y soldados.
- Desaparecidos: 8463 oficiales y soldados.
- Heridos: 42 523 oficiales y soldados.
- Aviones de la Luftwaffe destruidos: 432 del 10 de mayo al 3 de junio.
- Pérdidas de la Kriegsmarine: ninguna.